# Ulica Krupnicza w Krakowie
Ulica Krupnicza – ulica w Krakowie, w dzielnicy I Stare Miasto, na Piasku.

## Historia
Pierwsze informacje o ulicy pochodzą z XV wieku. Jej powstanie wiąże się z północnym ramieniem rzeki Rudawy – Młynówką Królewską, która płynęła w okolicy dzisiejszej ulicy Dolnych Młynów (zasklepiona w okresie międzywojennym). Początkowo nie miała nazwy, mówiono o niej „ante portam Sutorum” (przed bramą Szewską). Osiedlili się tu początkowo ogrodnicy, potem garncarze, od których nazwano ją Garncarską (Toppengasse), których ślady działalności odkryły wykopaliska pod nr 26. Zamieszkiwali tu także garbarze, od których cała jurydyka przyjęła nazwę Garbary. Ze względu na bliskość młynów zasiedlili ją także krupnicy (wytwórcy i handlarze kaszy). Od nich ulica stanowiąca przedłużenie na wschód ulicy Dolnych Młynów przyjęła nazwę, która po raz pierwszy pojawia się w źródłach w 1836. W 1911 ulica została wydłużona do al. Adama Mickiewicza, zaś w dwudziestoleciu międzywojennym za linię alei (obecnie ta część to ul. Romana Ingardena).
W 2022 przystąpiono do przebudowy niewielkiego, stumetrowego fragmentu ulicy, który miał na celu przekształcenie jej w woonerf. Po przebudowie nawierzchni i posadzenie kilkunastu drzew i krzewów tzw. „Zielona Krupnicza” została oficjalnie otwarta 27 maja 2023.

## Zabudowa
- kamienica nr 3 z 1906 o cechach historyzmu i modernizmu – Wyższa Szkoła Bezpieczeństwa Publicznego i Indywidualnego „Apeiron”.
- kamienica nr 5 – Pod Matką Boską z 1889 o cechach historyzmu.
- dom nr 7 w stylu neorenesansowym z 1871, stanowi siedzibę Kościoła Ewangelicznego "Misja Łaski" i Chrześcijańskiego Instytutu Biblijnego i Misyjnego.
- budynek nr 8 z lat 1873-74, w stylu neorenesansowym.
- dom nr 9 w stylu neorenesansowym, z 1871. W latach 1889–1919 mieszkał tu namiestnik Galicji Michał Bobrzyński (tablica pamiątkowa).
- budynek nr 10 w stylu neorenesansowym, z lat 1873-74.
- budynek nr 11 – Dom Ordynacji Mieroszewskich o cechach neorenesansowych, z 1864. Pałacyk Mieroszewskich został  wzniesiony według projektu architekta Filipa Romana Pokutyńskiego dla hr. Jana Stanisława Mieroszewskiego. Jednopiętrowy budynek pałacu założony jest na planie wydłużonego prostokąta. Od strony dziedzińca wyraźnie występuje wysunięty ryzalit szybu kuchennej klatki schodowej. Wykonana w cegle fasada domu u swojej podstawy posiada cokół ułożony z płyt piaskowcowych i składa się z trzech podstawowych części: Pięcioosiowej części środkowej z balkonikiem na wysokości pierwszego piętra oraz dwóch płytkich, jednoosiowych ryzalitów. Na osi prawego ryzalitu umieszczona jest prostokątna brama wjazdowa. Dodatkowym elementem dekoracyjnym są zdobiące nadproża bramy i okien parteru kamienne kartusze herbowe z herbami Mieroszewskich i rodzin z nimi spokrewnionych. Ułożenie wszystkich pomieszczeń w amfiladzie powoduje, że kubatura budynku wykorzystana jest niezwykle funkcjonalnie. Na szczególną uwagę zasługuje dawny salon na parterze, będący największym pomieszczeniem pałacu. Jest on ozdobiony boazerią oraz dekoracją stiukową. W narożach plafonu umieszczone są kryształowe lustra ujęte w stiukowe ramy ornamentowane wolutami i stylizowanymi liśćmi oraz kwiatami. Na tyłach budowli znajduje się niewielki ogród. W swojej rezydencji Mieroszewski zgromadził bogaty i wartościowy księgozbiór, obszerne archiwum i cenną kolekcję dzieł sztuki. W latach 1939–1945 zniszczeniu uległ strop nad pomieszczeniami parteru oraz usunięto tarczę herbową Mieroszewskich, która znajdowała się na klatce schodowej między kondygnacjami. Po II wojnie światowej pałac został adaptowany dla potrzeb Okręgowego Urzędu Jakości i Miar w Krakowie[4]. Przebudowano wówczas obszerne wnętrza piętra na mniejsze i liczniejsze pokoje biurowe. Pomimo tych zmian, pałacyk Mieroszewskich jest ciągle wartościowym przykładem architektury rezydencjalnej w Krakowie drugiej połowy XIX wieku[5].
- kamienica o numerze 12 na rogu z ul. Loretańską 2, w stylu neobarokowym, z 1895.
- kamienica nr 14 na rogu z ul. Loretańską 1, o cechach modernistycznych, z lat 1910-11.
- budynek nr 15 na rogu z ul. Józefa Szujskiego 2, o cechach historyzmu, z 1867, dawna Powszechna Szkoła Żeńska im. Józefa Szujskiego, obecnie Zasadnicza Szkoła Zawodowa.
- willa nr 16 posiadająca cechy eklektyczne, z lat 1860-70, Pałacyk Pod Orłem.
- budynek nr 18 o formach historyzujących, pochodzący z 1880, z nadbudówką w stylu funkcjonalistycznym z 1931.
- budynek nr 21 na rogu z ul. Dolnych Młynów 1, o skromnych formach historyzujących, pochodzący z 1871.
- dom nr 22 – Dom Literatów.
- dom nr 26 – Dom Józefa Mehoffera.
- dom nr 28 z lat 1906-08, w stylu modernistycznym, z bogatymi malowidłami na klatce schodowej.
- dom nr 30 z lat 1906-08, w stylu modernistycznym, z dekoracjami w tynku na fasadzie.
- dom nr 31 – Dom Weissów.
- budynek nr 33 – Auditorium Maximum Uniwersytetu Jagiellońskiego.
- dom nr 38 dawny zakład św. Jadwigi, obecnie Centrum Młodzieży im. dr. H. Jordana. Modernistyczny budynek projektowali Wacław Krzyżanowski i Józef Pakies, 1912. W listopadzie 2023 przed budynkiem ustawiono figurę Marii projektu Franciszka Wyspiańskiego, stojącą poprzednio na ul. Szujskiego.
- budynek nr 42 z lat 1923–25, w stylu neobarokowym z elementami modernistycznymi; Willa Marii Lewalskiej, siedziba konsulatu generalnego Austrii.
- budynek nr 44 – Zespół Szkół Chemicznych i XXVI Liceum Ogólnokształcące.

## Galeria

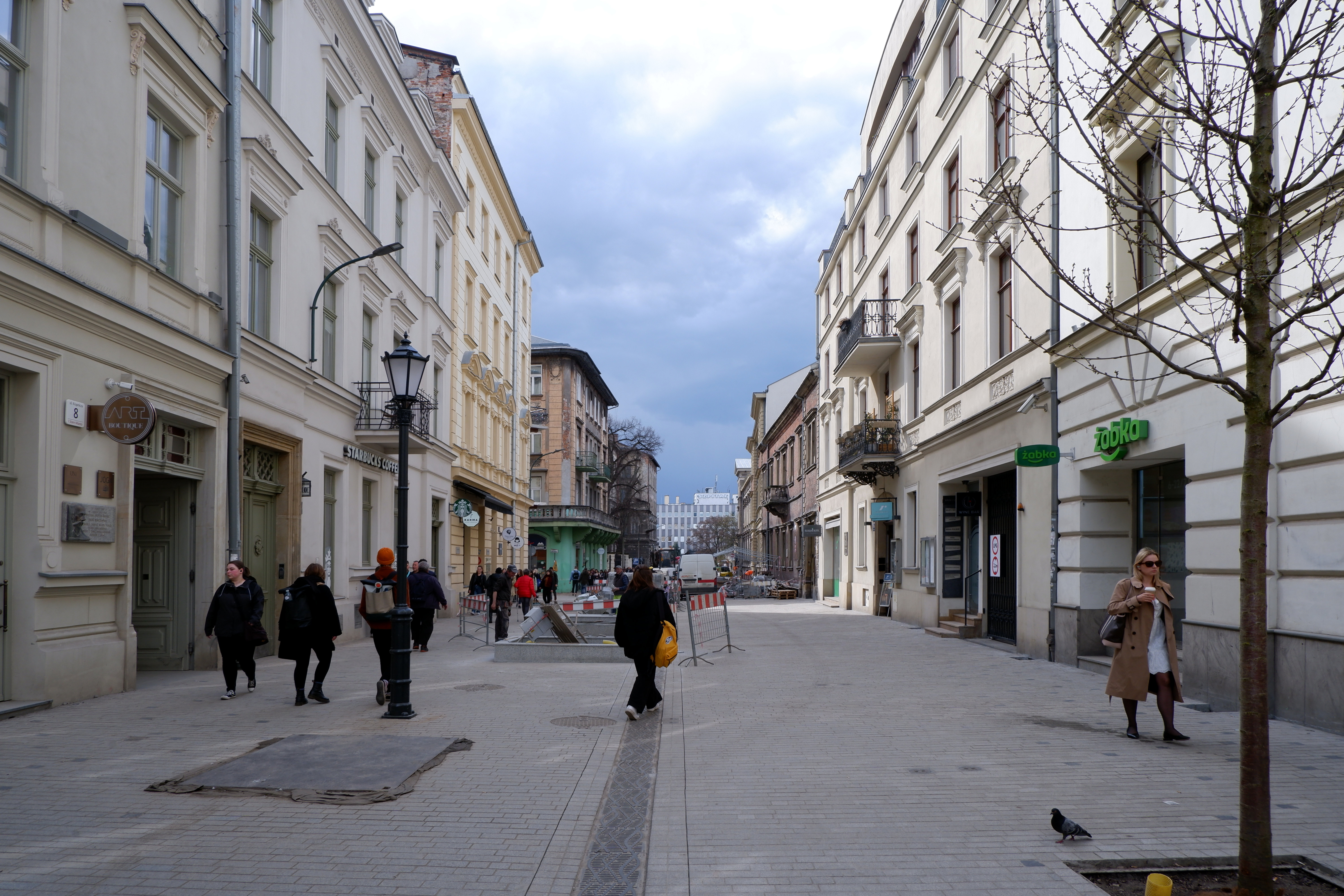
Przebudowa ulicy Krupniczej (2023)
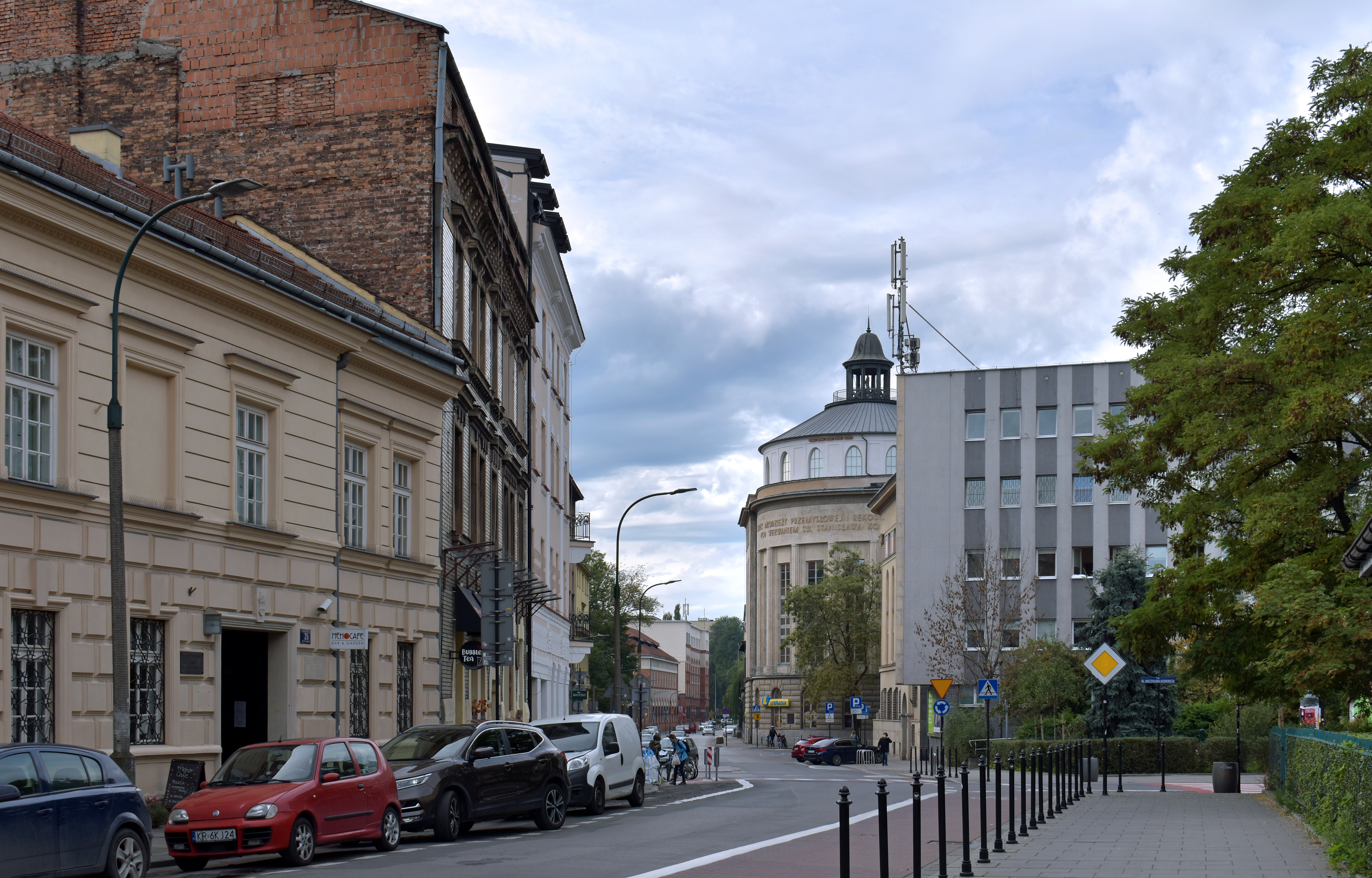
Ulica Krupnicza. Widok od skrzyżowania z ul. Józefa Szujskiego na zachód. Po lewej Dom Józefa Mehoffera. Po prawej skrzyżowanie z ul. Dolnych Młynów, dalej pl. M. Kuznowicza, za nim Szpital Specjalistyczny im. Józefa Dietla.
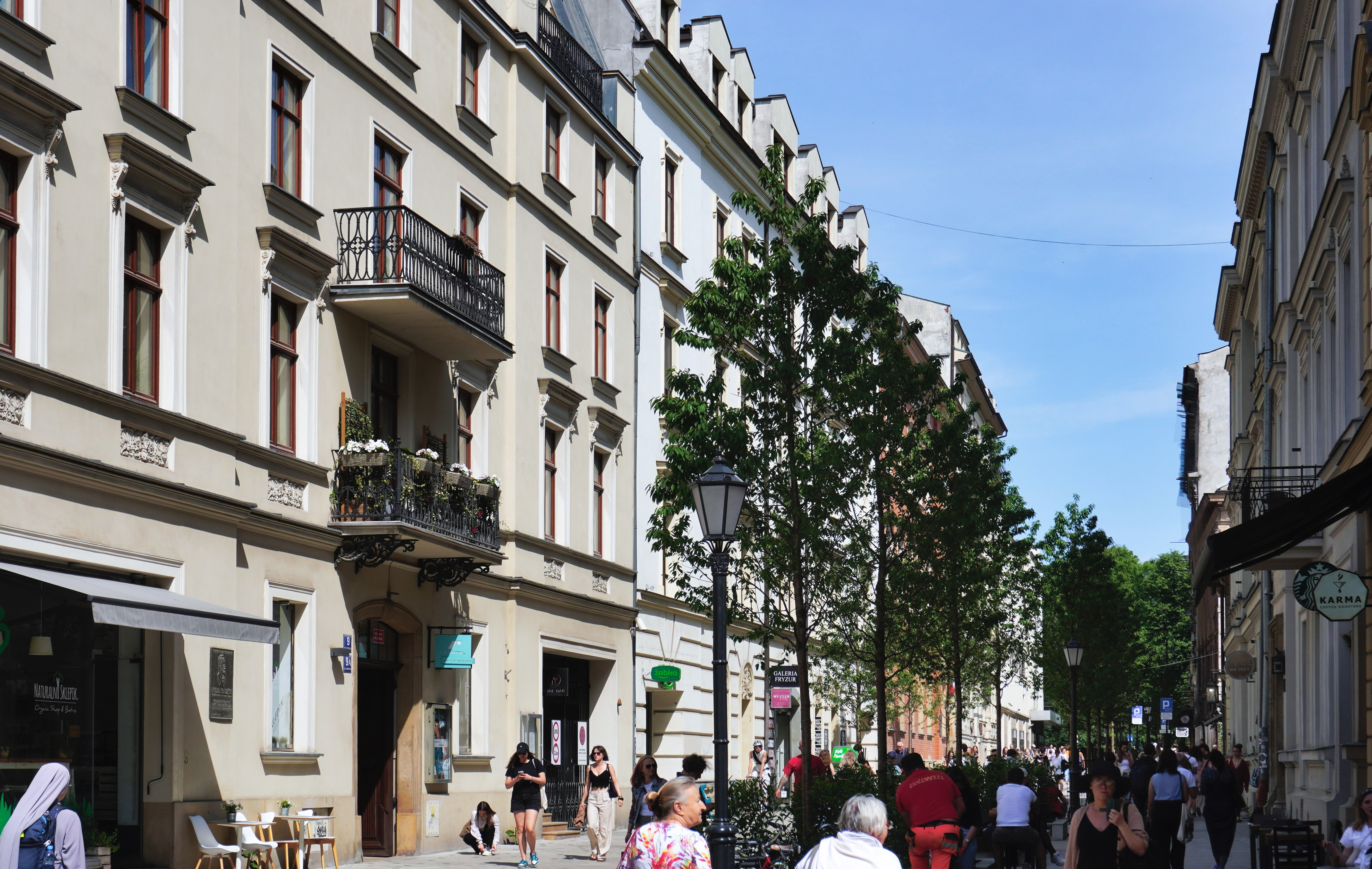
Widok od skrzyżowania z ul. Loretańską na wschód.
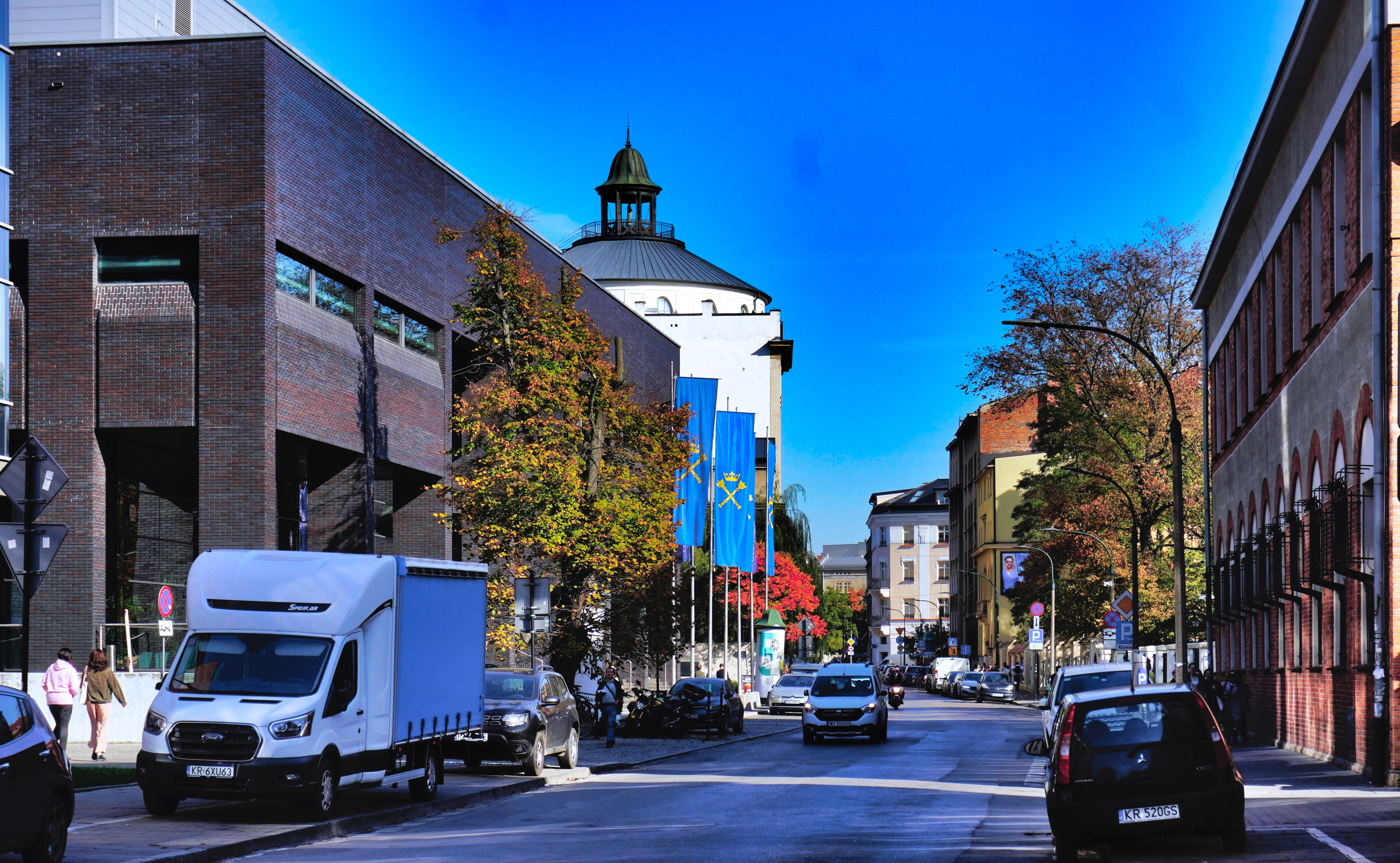
Widok od alei Mickiewicza na wschód. Po lewej Auditorium Maximum Uniwersytetu Jagiellońskiego i budynek Teatru „Groteska”.
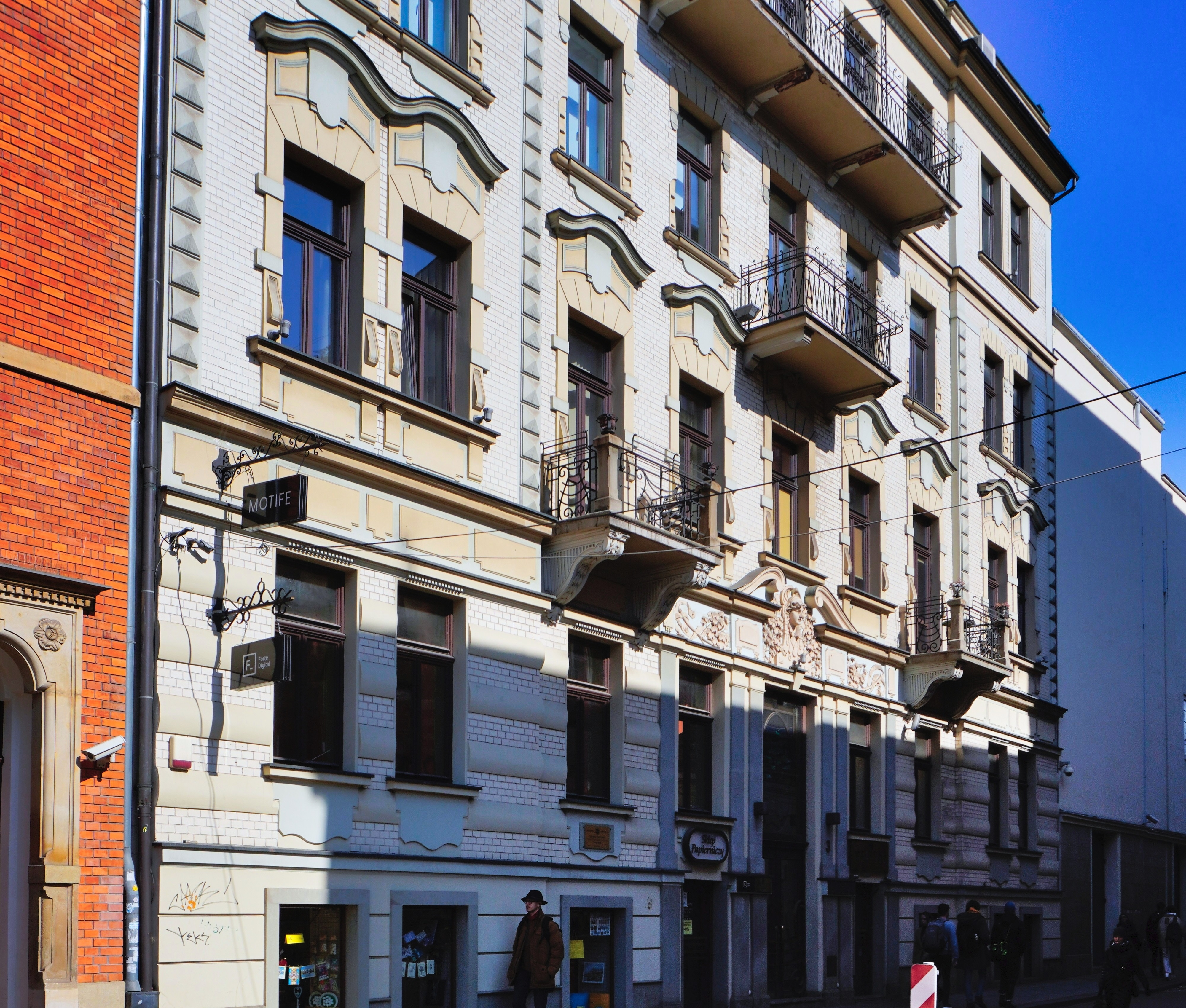
ul. Krupnicza 3 Kamienica (proj. Beniamin Torbe, 1906)
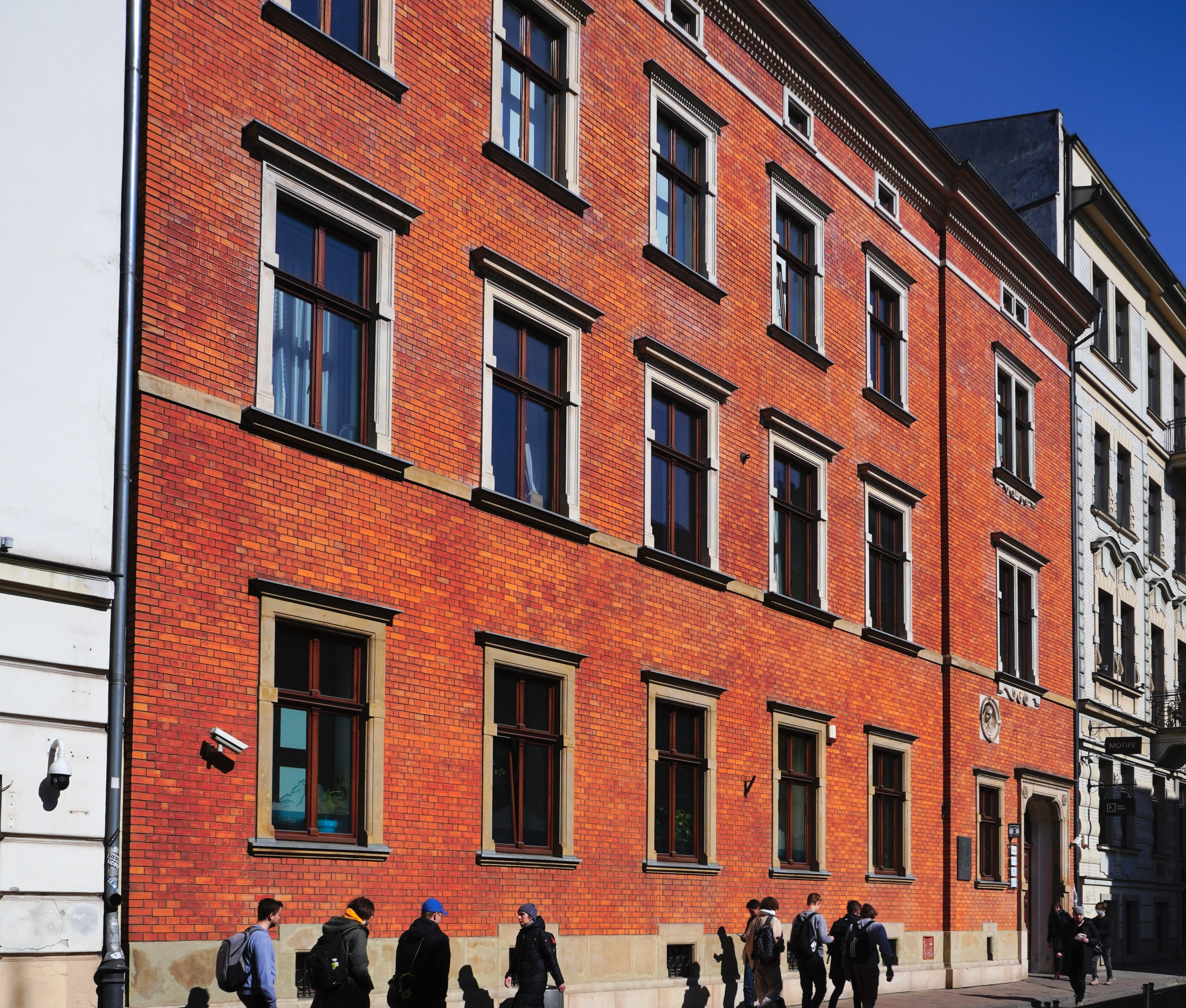
ul. Krupnicza 5 Kamienica (proj. Karol Zaremba, 1889)
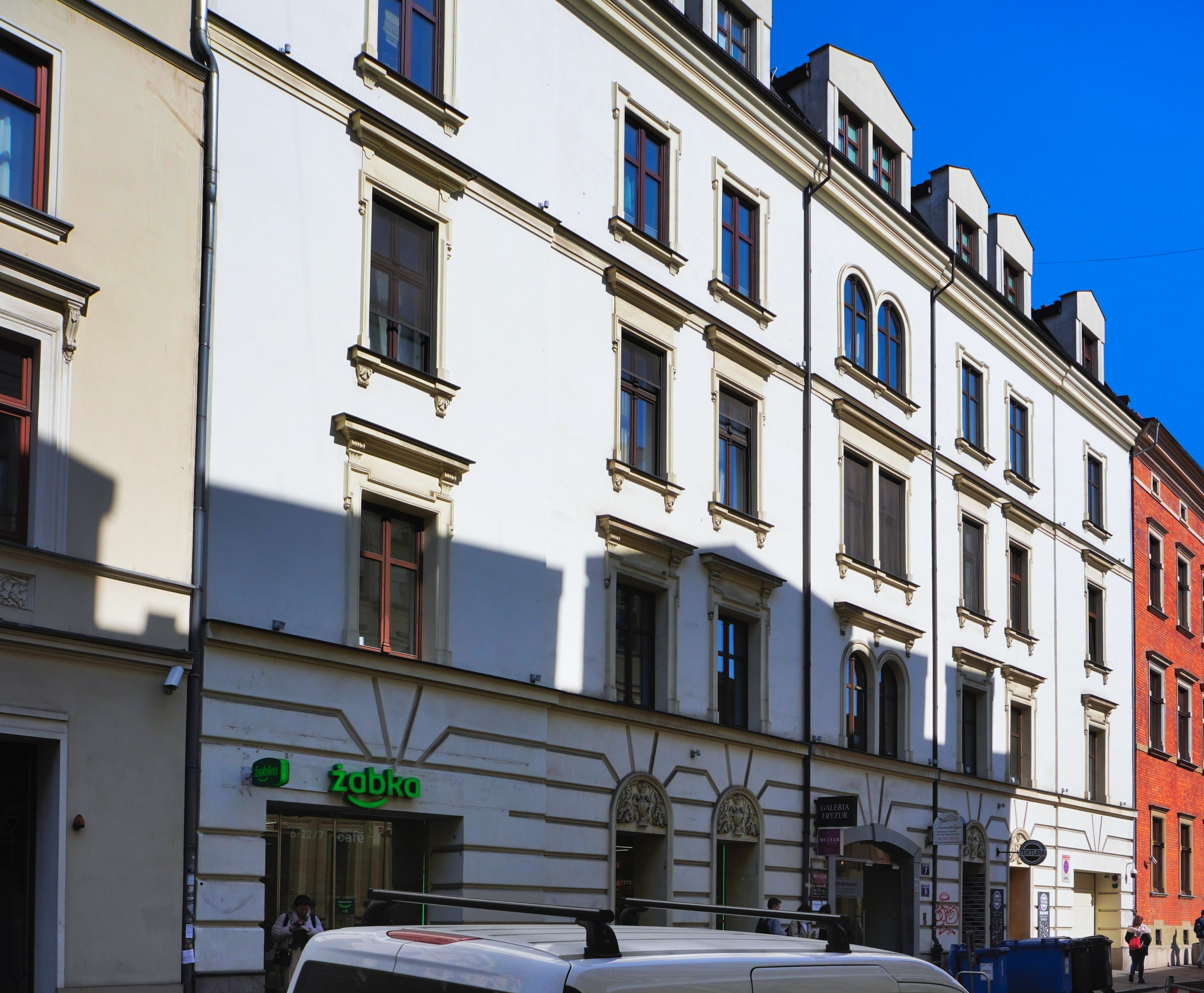
ul. Krupnicza 7 Kamienica (proj. Józef Ochmański, 1871)
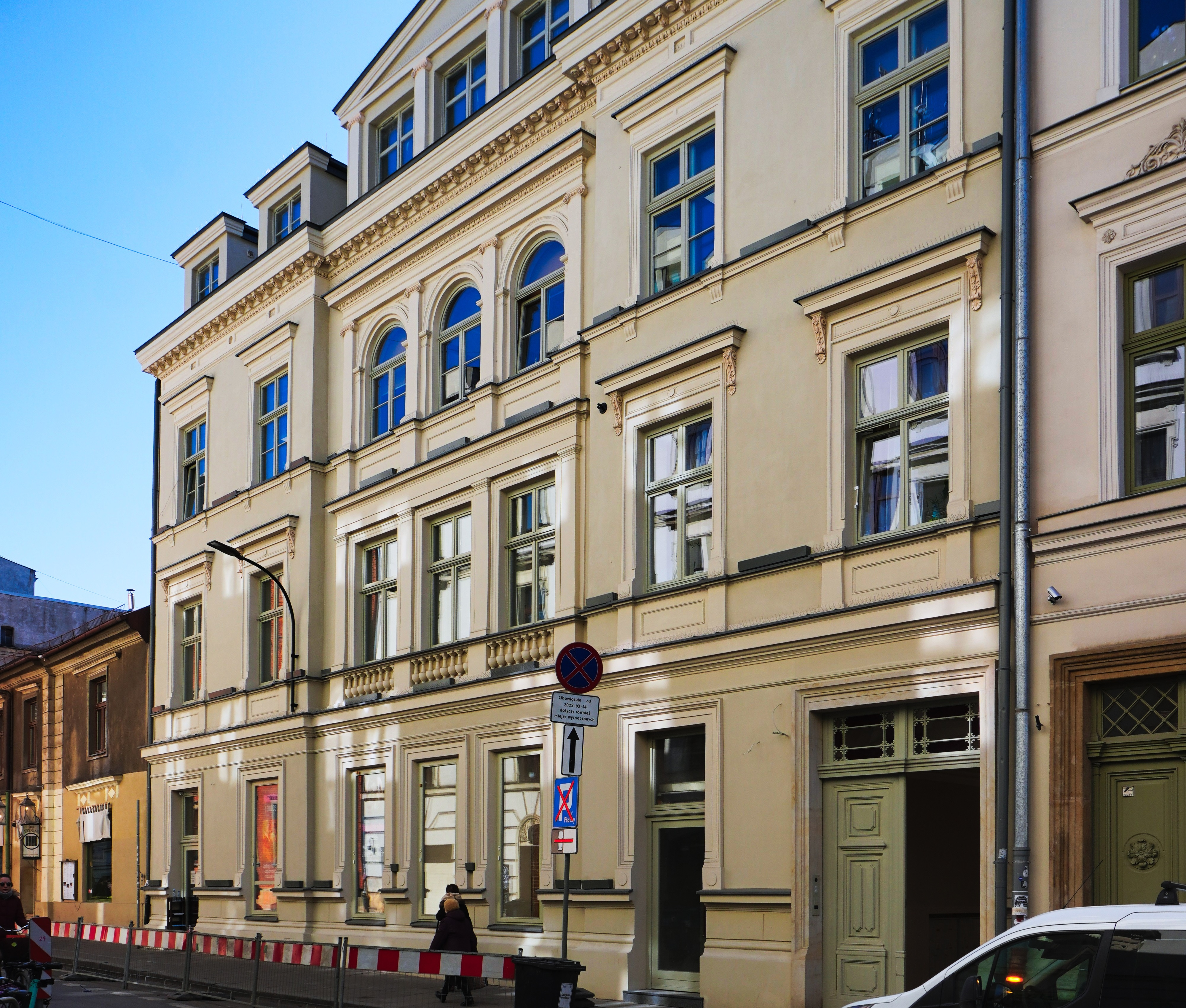
ul. Krupnicza 8 Kamienica (proj. Teofil Żebrawski, Tomasz Pryliński, Janusz Niedziałkowski, 1873–1874)
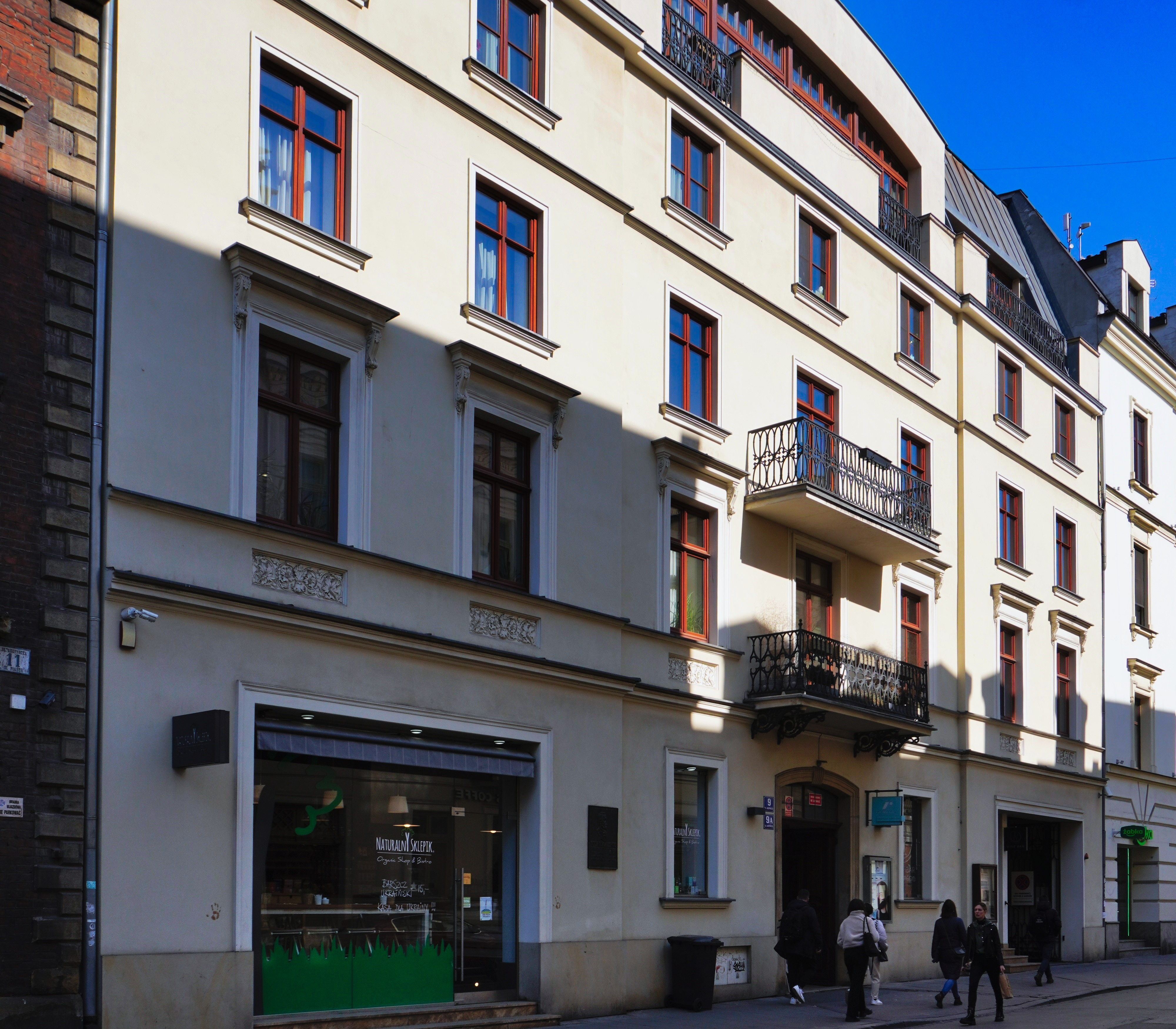
ul. Krupnicza 9 Kamienica (proj. Józef Ochmański, 1871)
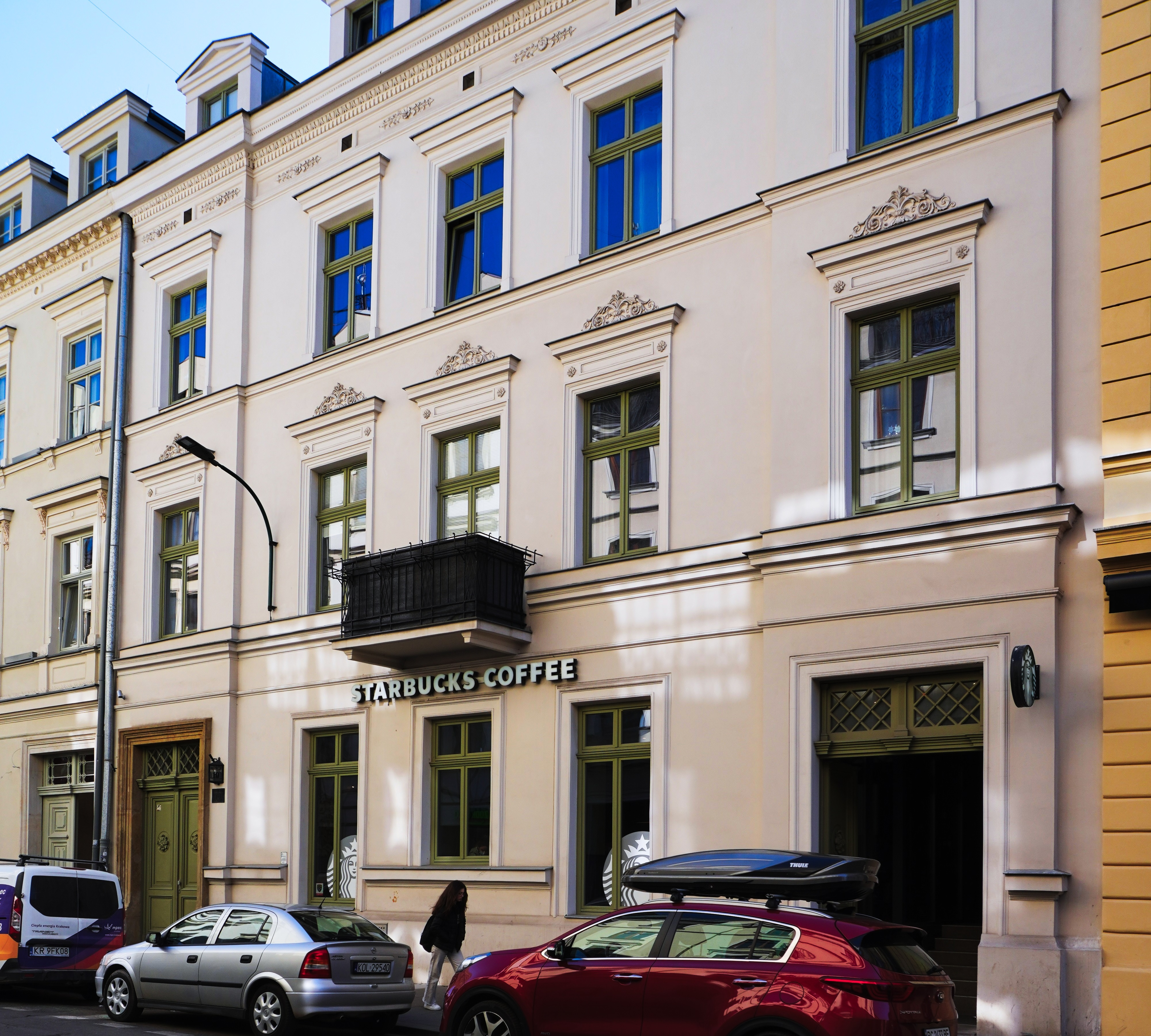
ul. Krupnicza 10 Kamienica (proj. Teofil Żebrawski, Tomasz Pryliński, Janusz Niedziałkowski, 1873–1874)
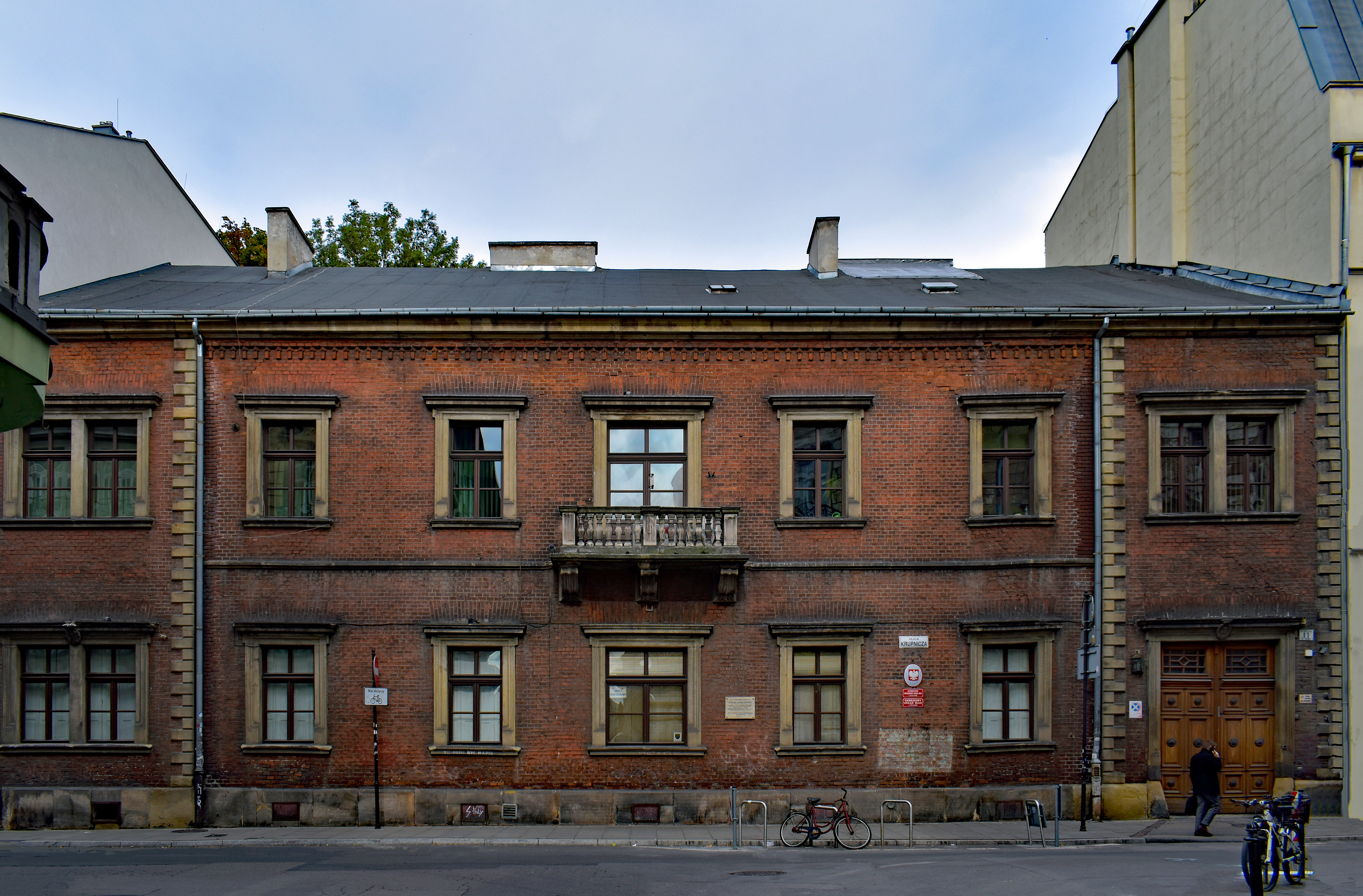
ul. Krupnicza 11 Pałacyk Mieroszewskich (proj. Filip Pokutyński, 1864)
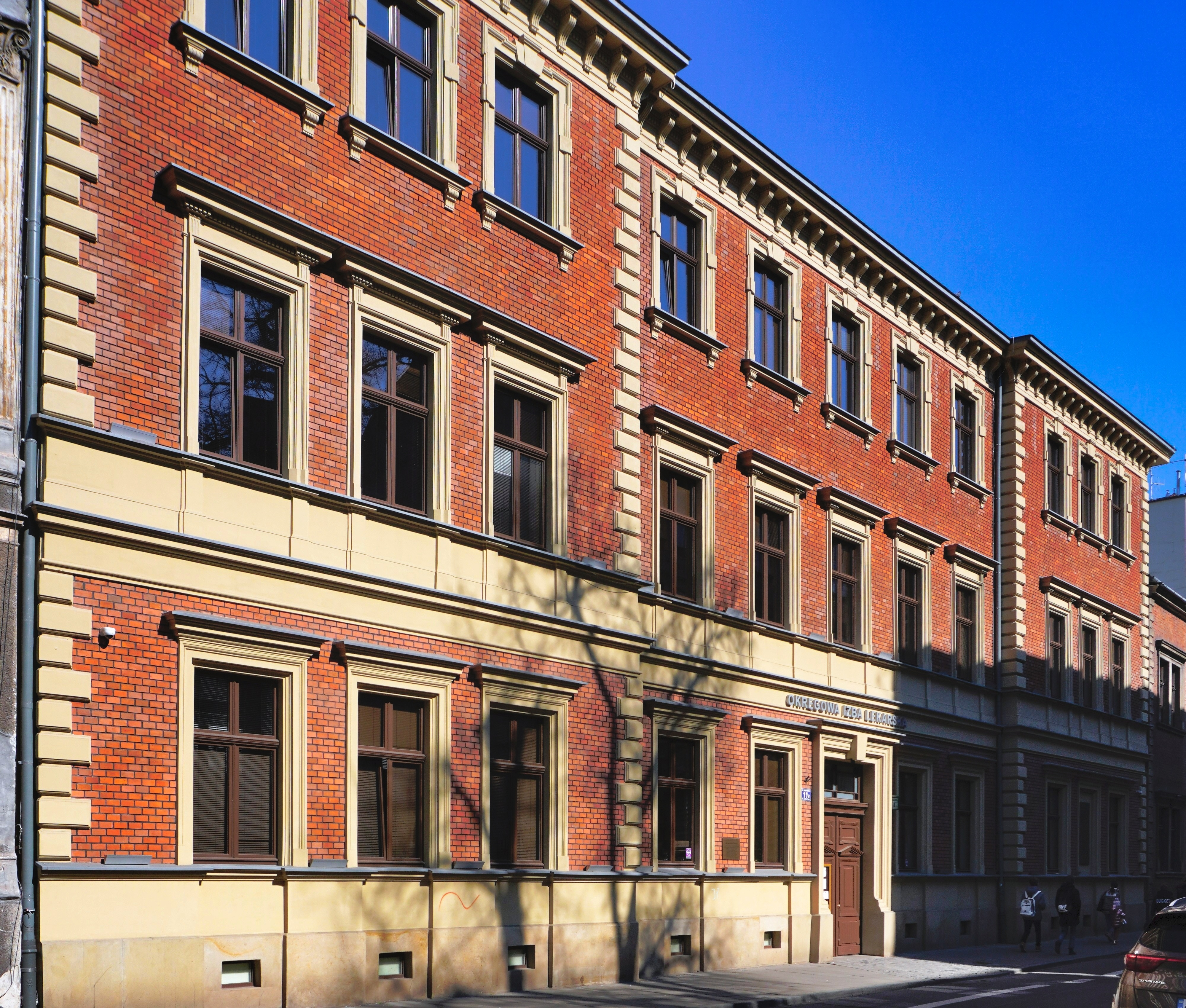
ul. Krupnicza 11a Kamienica – siedziba Okręgowej Izby Lekarskiej (ok. 1880)
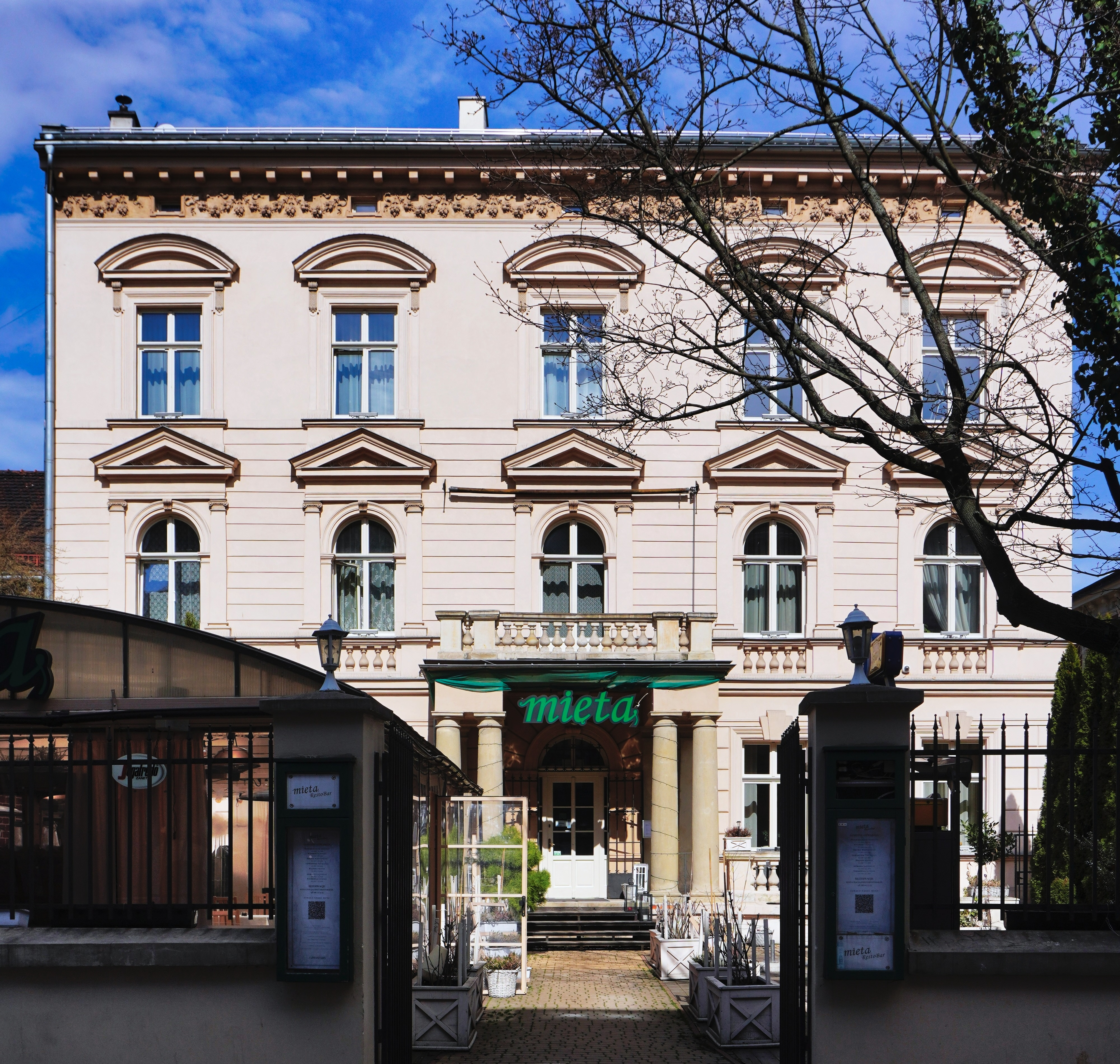
ul. Krupnicza 17 (ul. Szujskiego 1) Kamienica (proj. Karol Knaus, 1889)
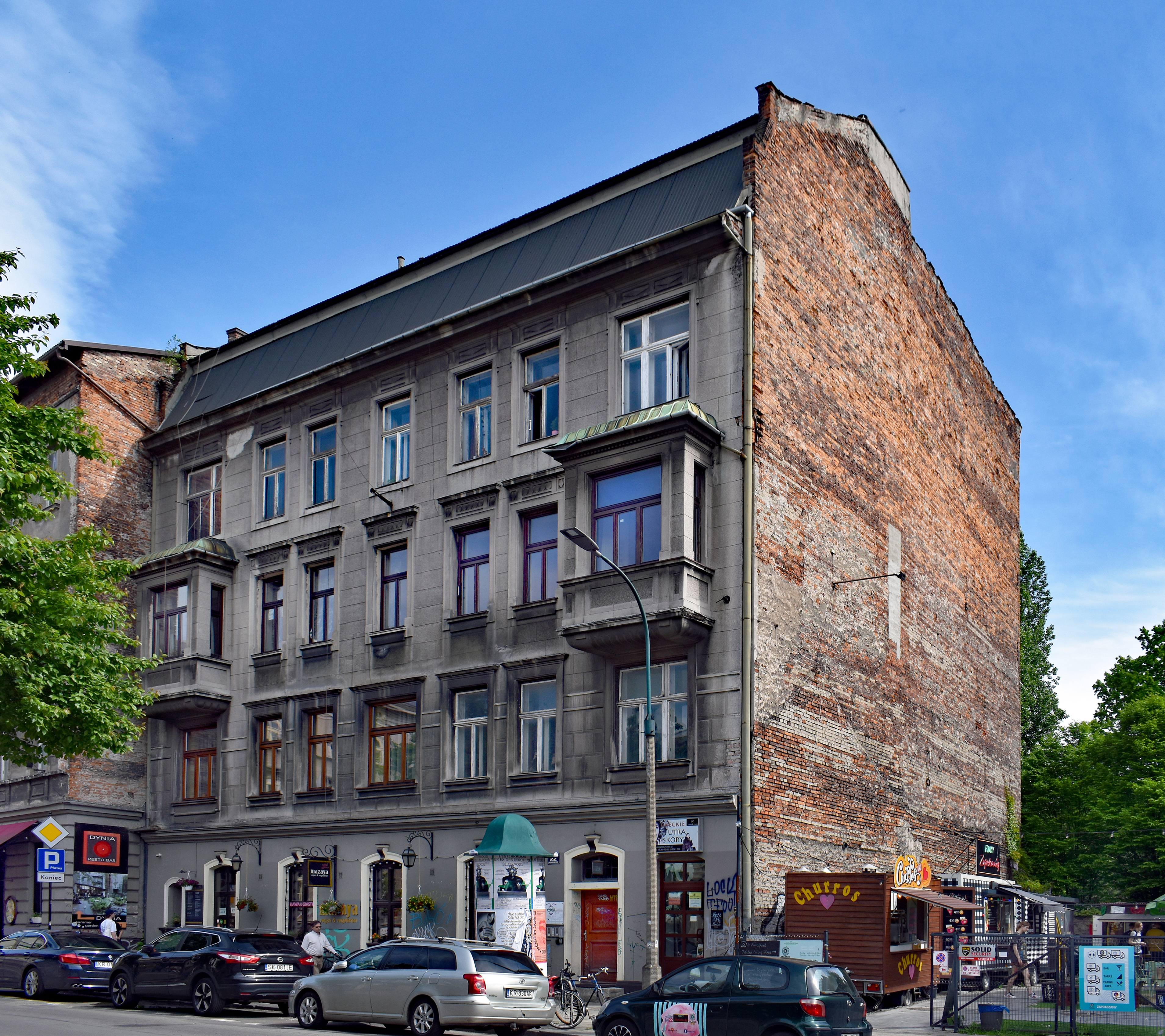
ul. Krupnicza 22 Dom Literatów
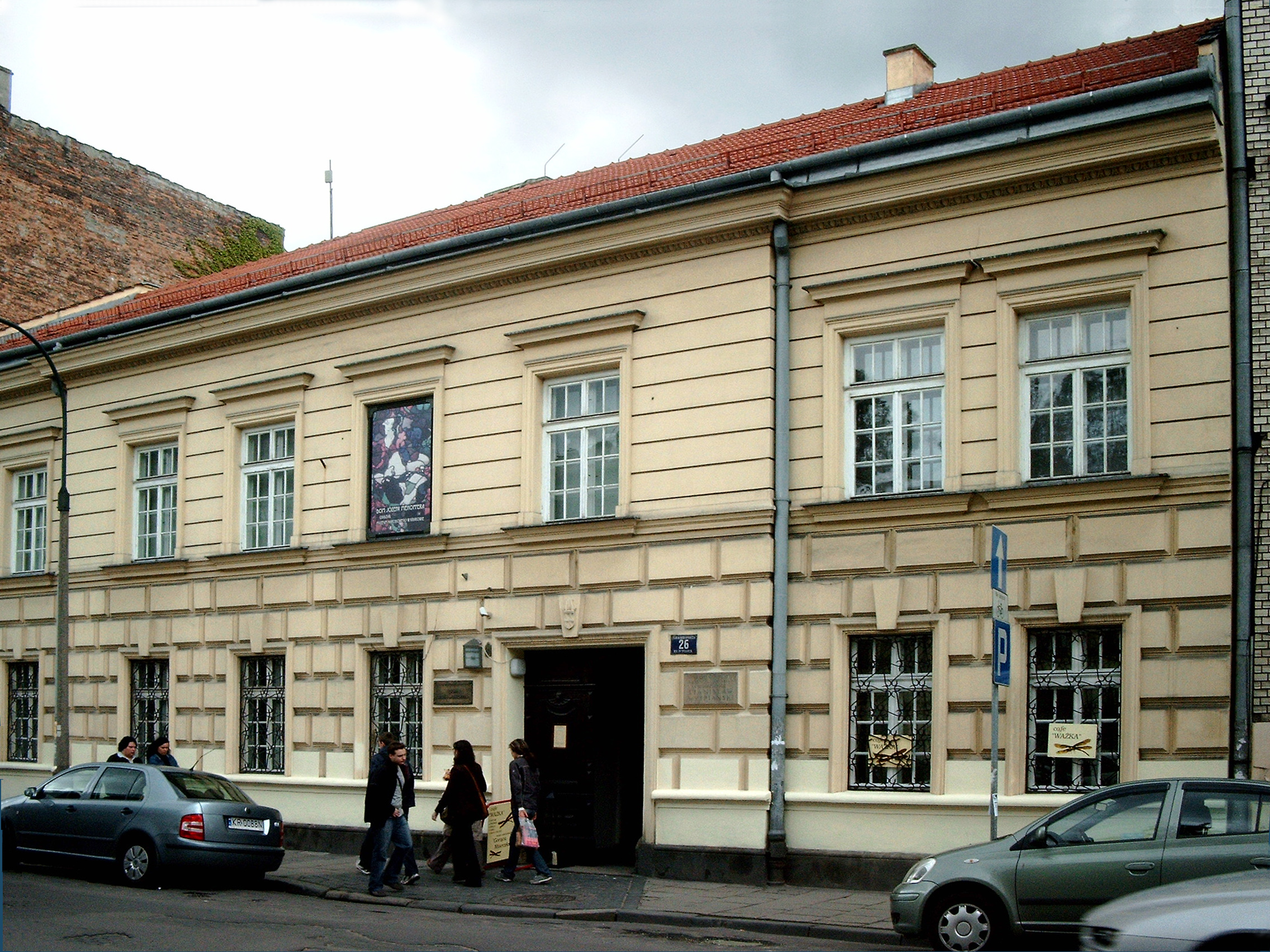
ul. Krupnicza 26 Dom Józefa Mehoffera
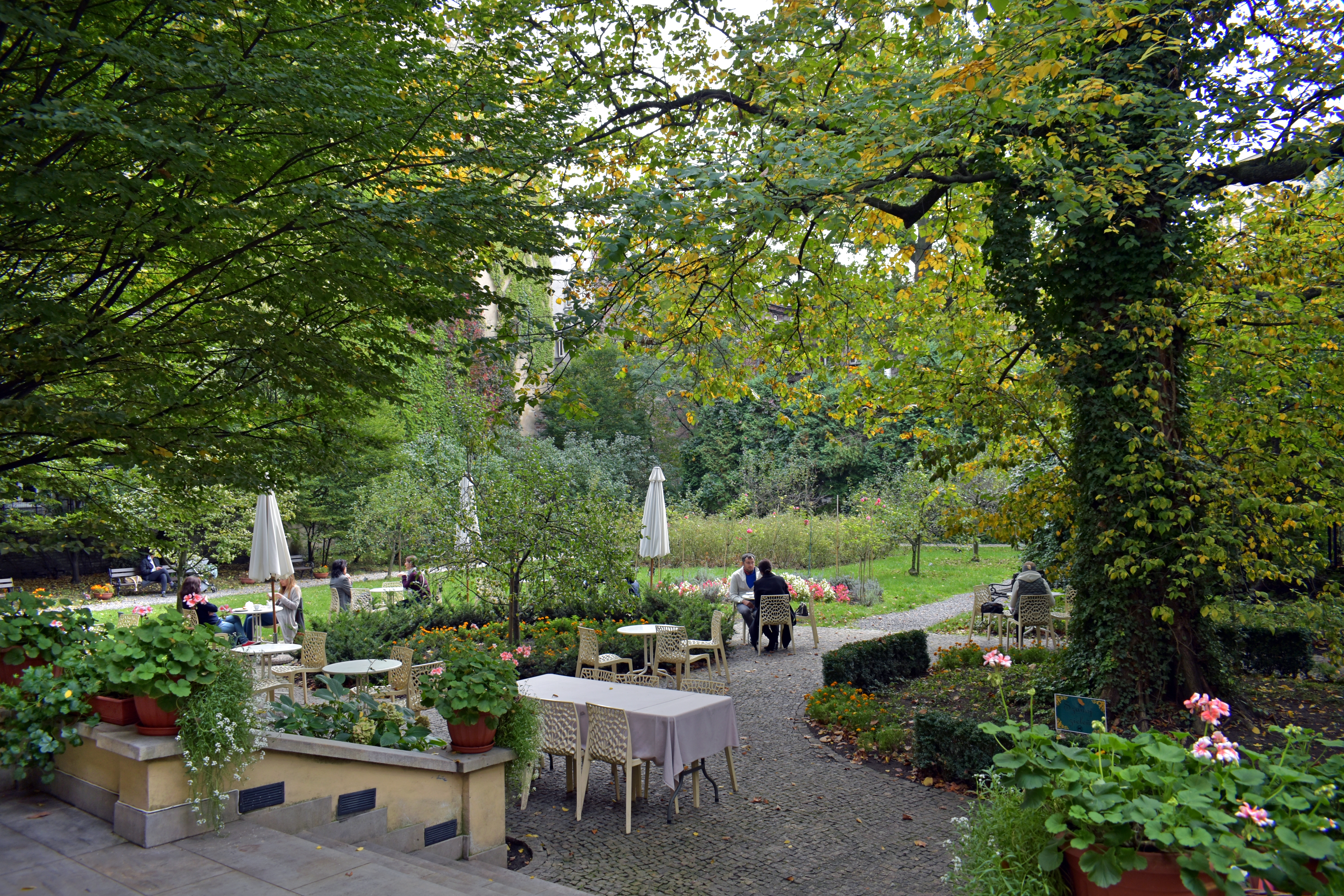
ul. Krupnicza 26 Ogród Józefa Mehoffera
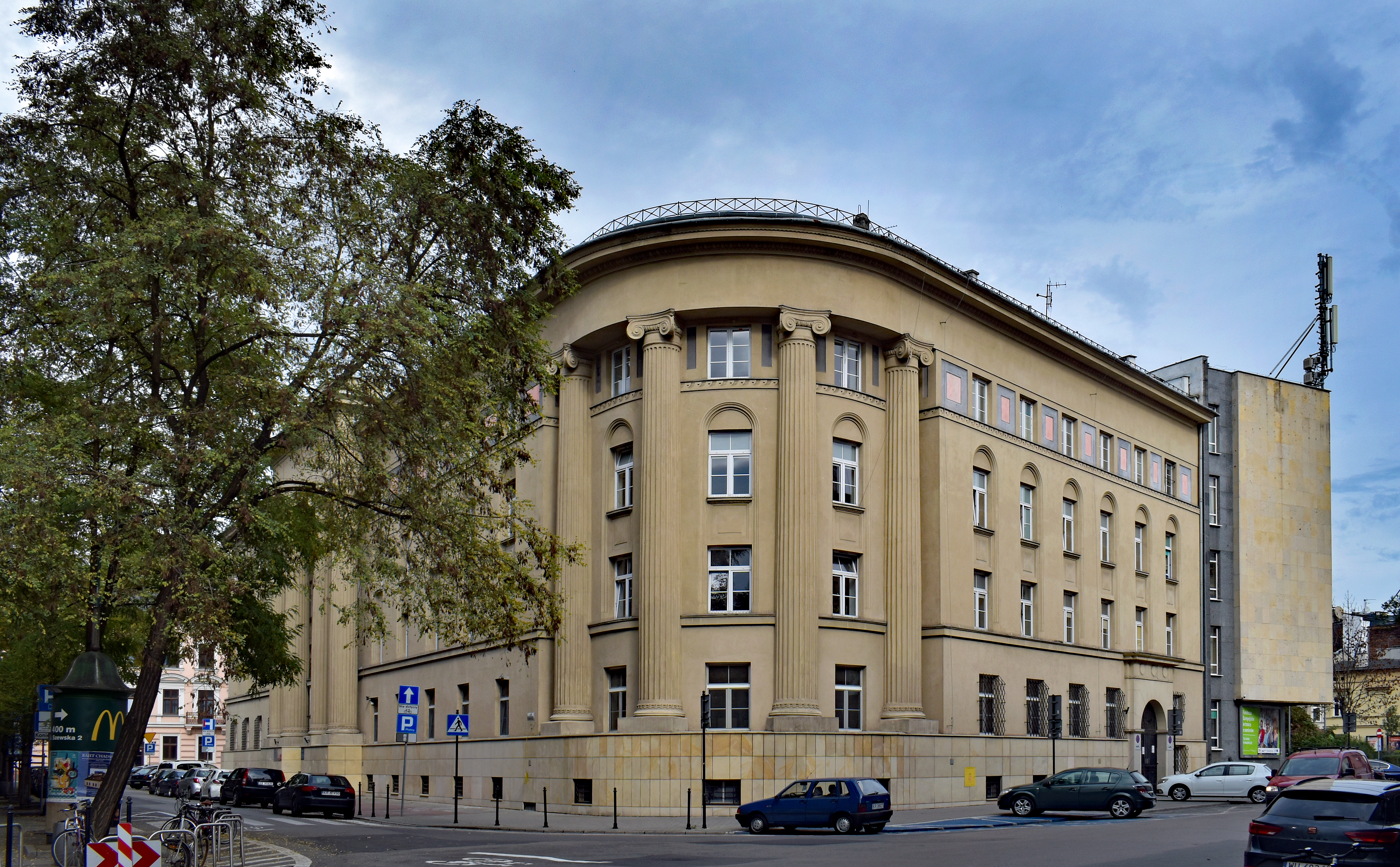
ul. Krupnicza 27 Dawny Gmach Izby Skarbowej, obecnie Szpital im. J. Dietla
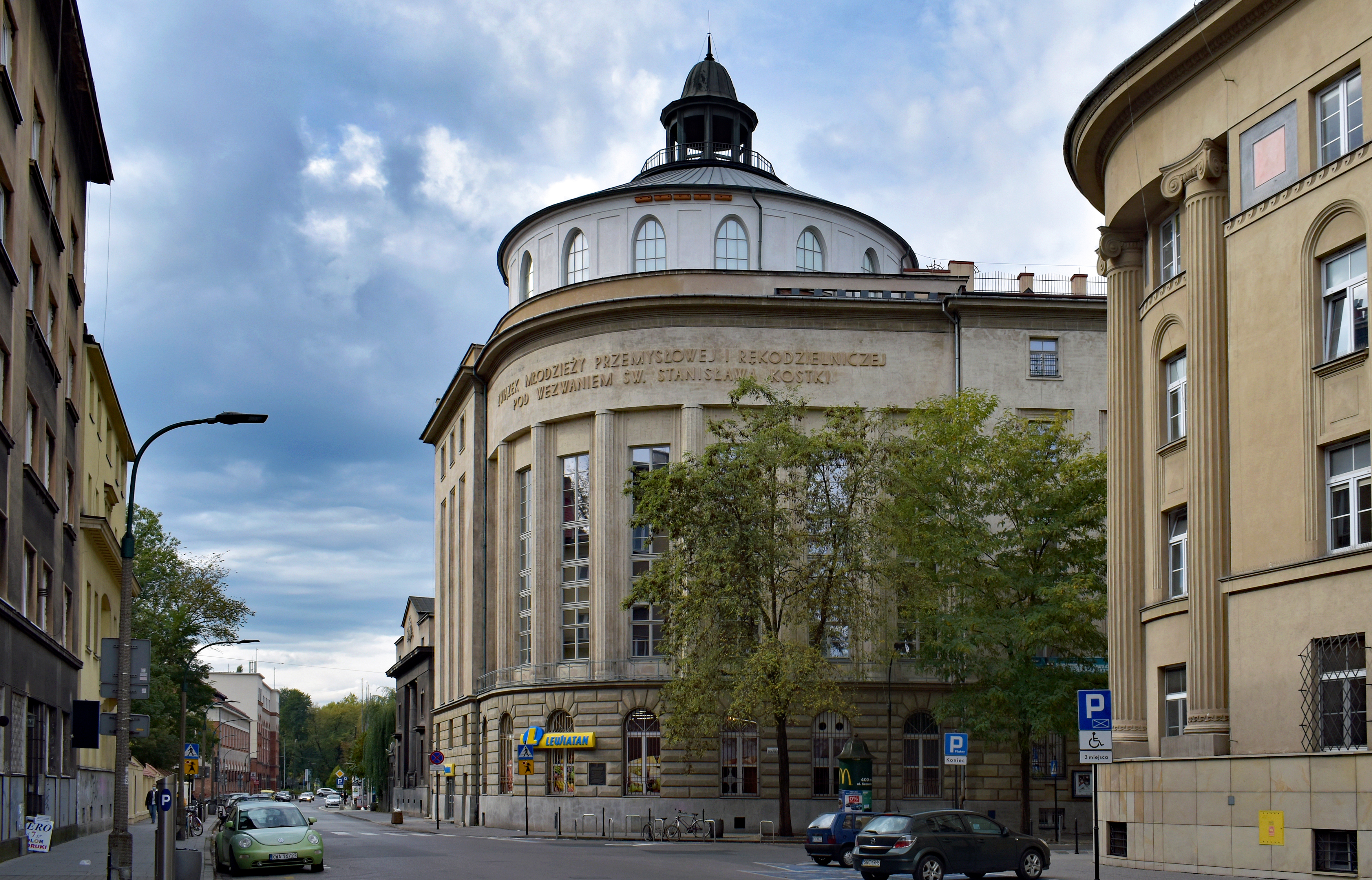
ul. Krupnicza 29 Gmach Związku Młodzieży Rękodzielniczej i Przemysłowej i teatr „Groteska”
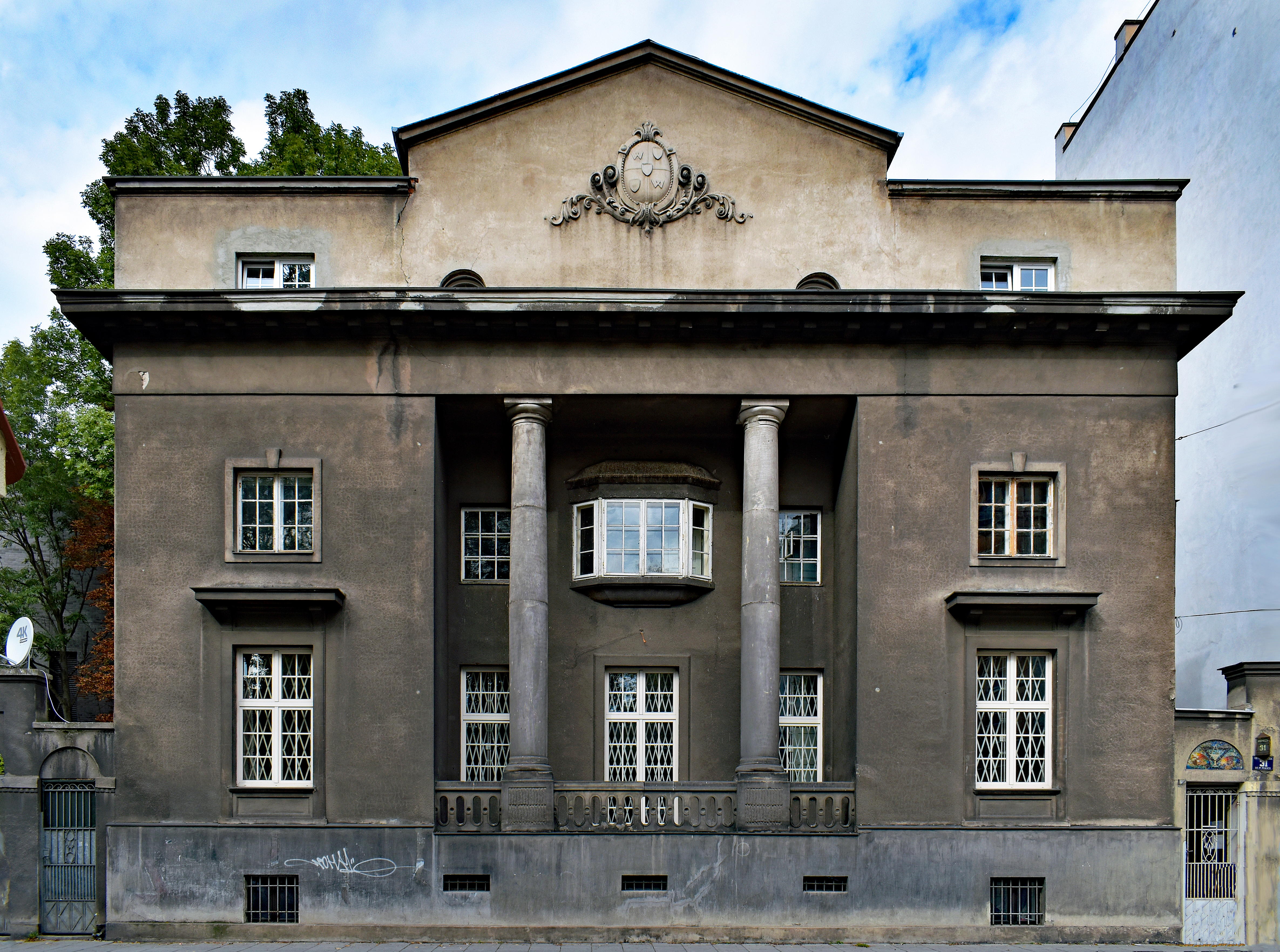
ul. Krupnicza 31 Willa Wojciecha Weissa
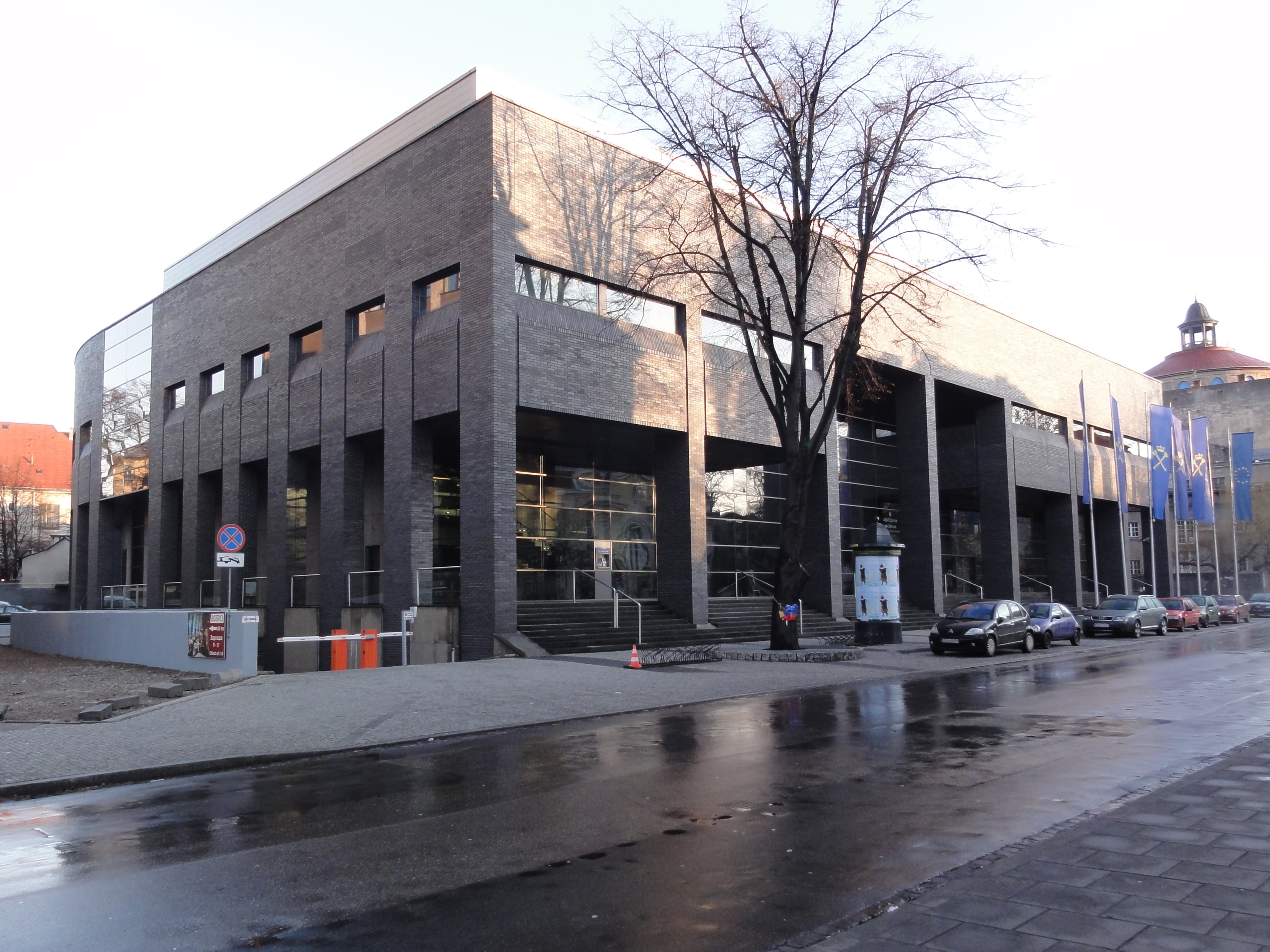
ul. Krupnicza 33 Auditorium Maximum UJ
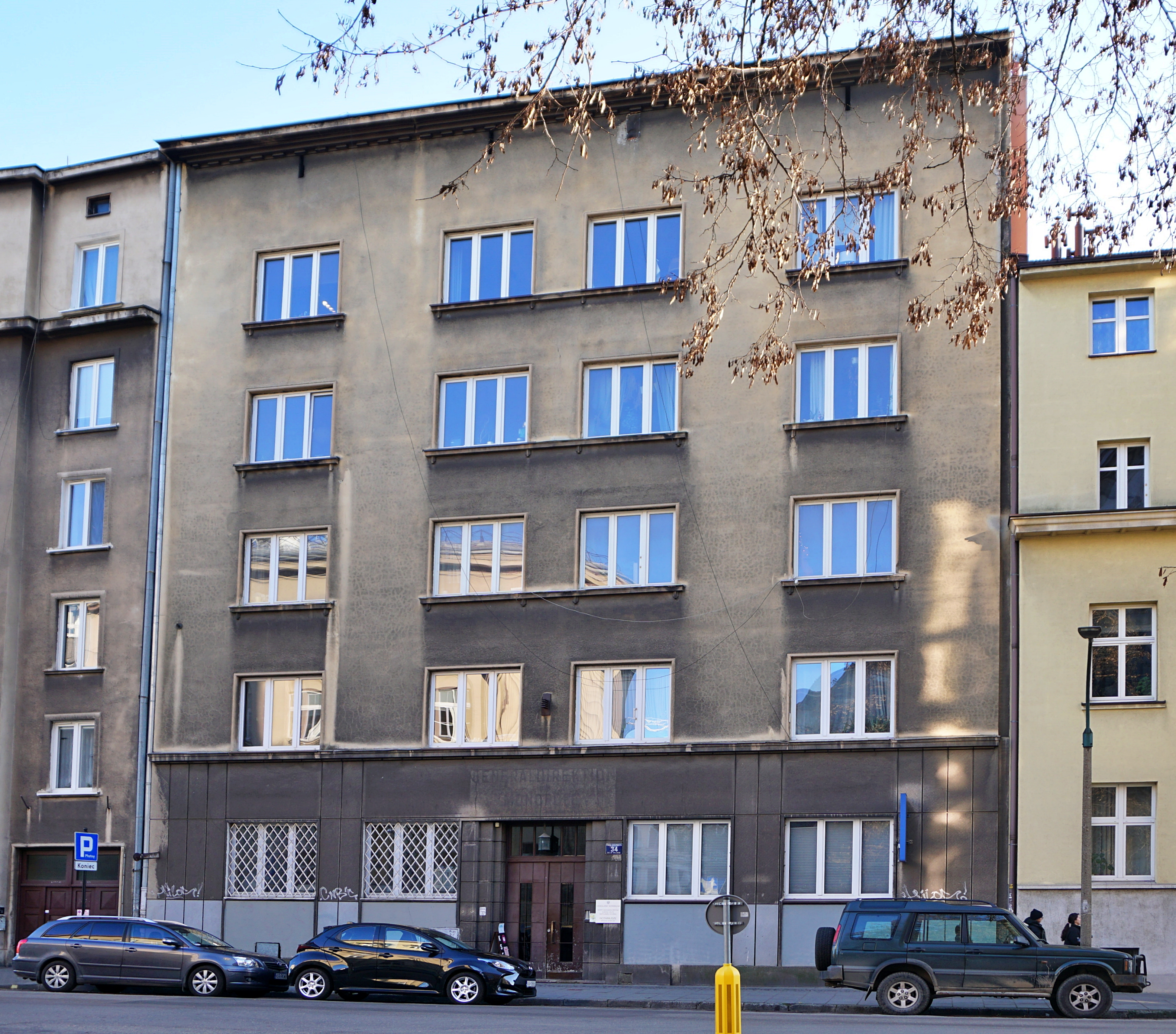
ul. Krupnicza 34 Kamienica
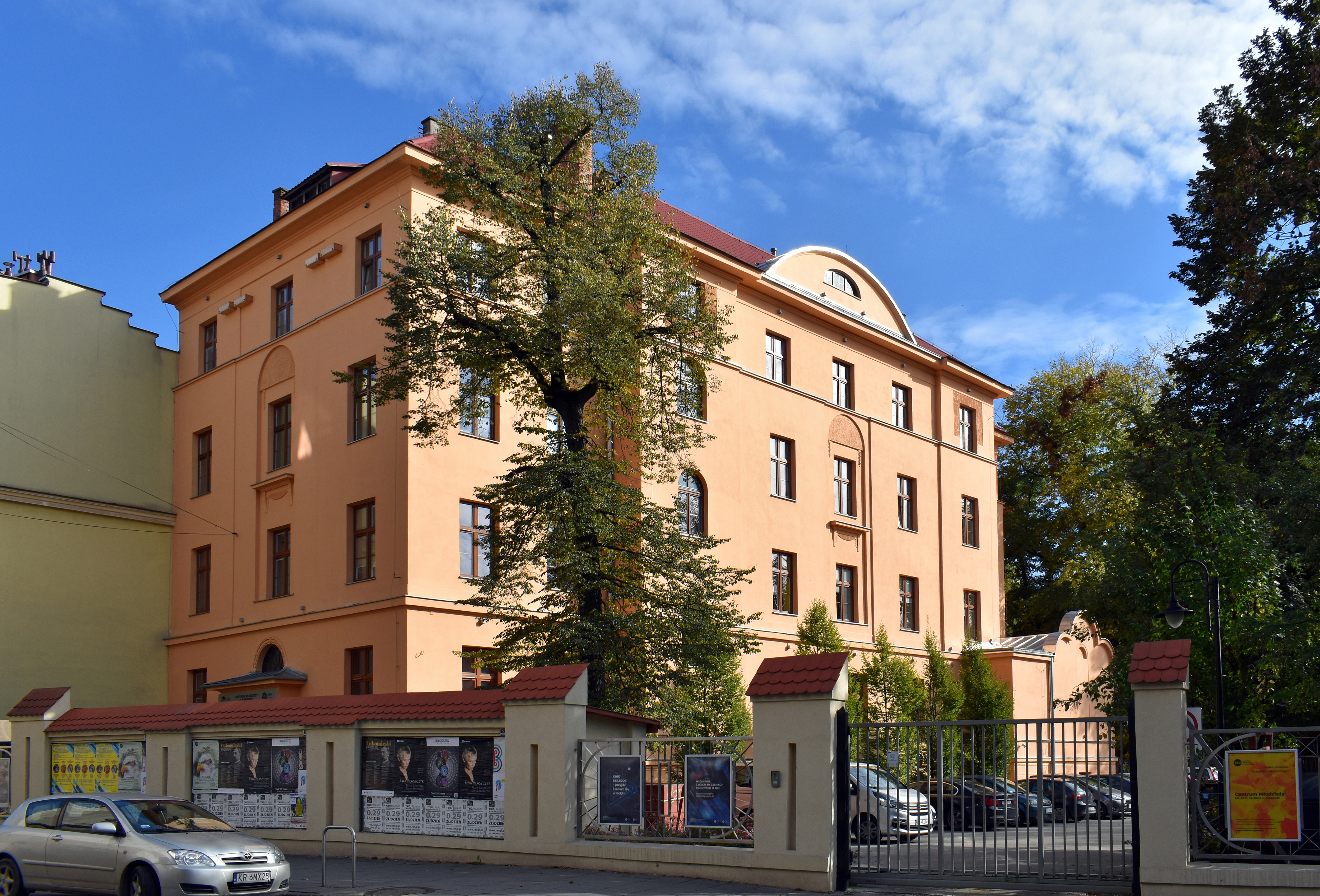
ul. Krupnicza 38 Dawny Zakład dla Dziewcząt im. Królowej Jadwigi
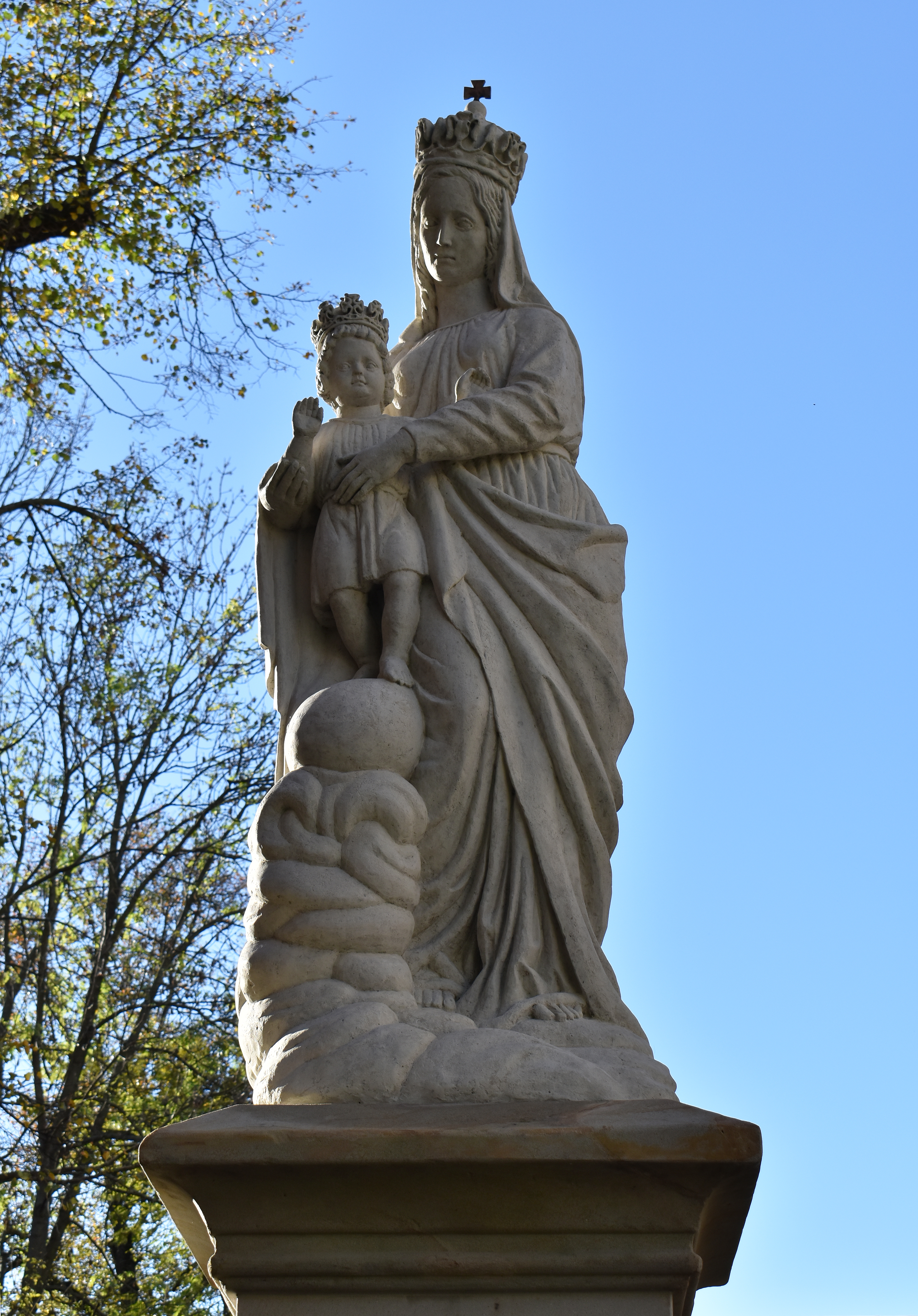
ul. Krupnicza 38 Figura Marii Franciszka Wyspiańskiego
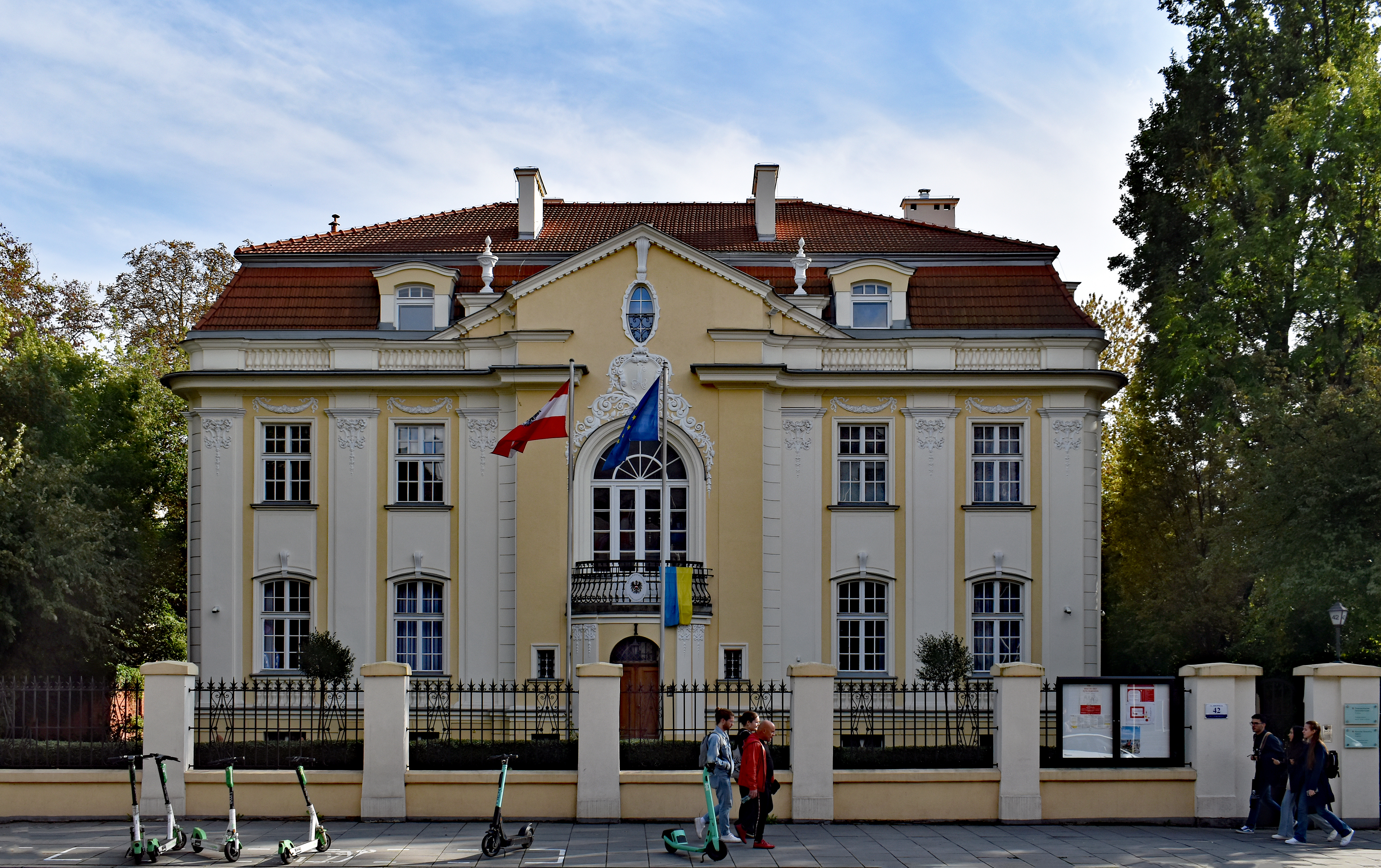
ul. Krupnicza 42 Willa Marii Lewalskiej, obecnie Konsulat Generalny Austrii

Tablice pamiątkowe w nawierzchni ulicy
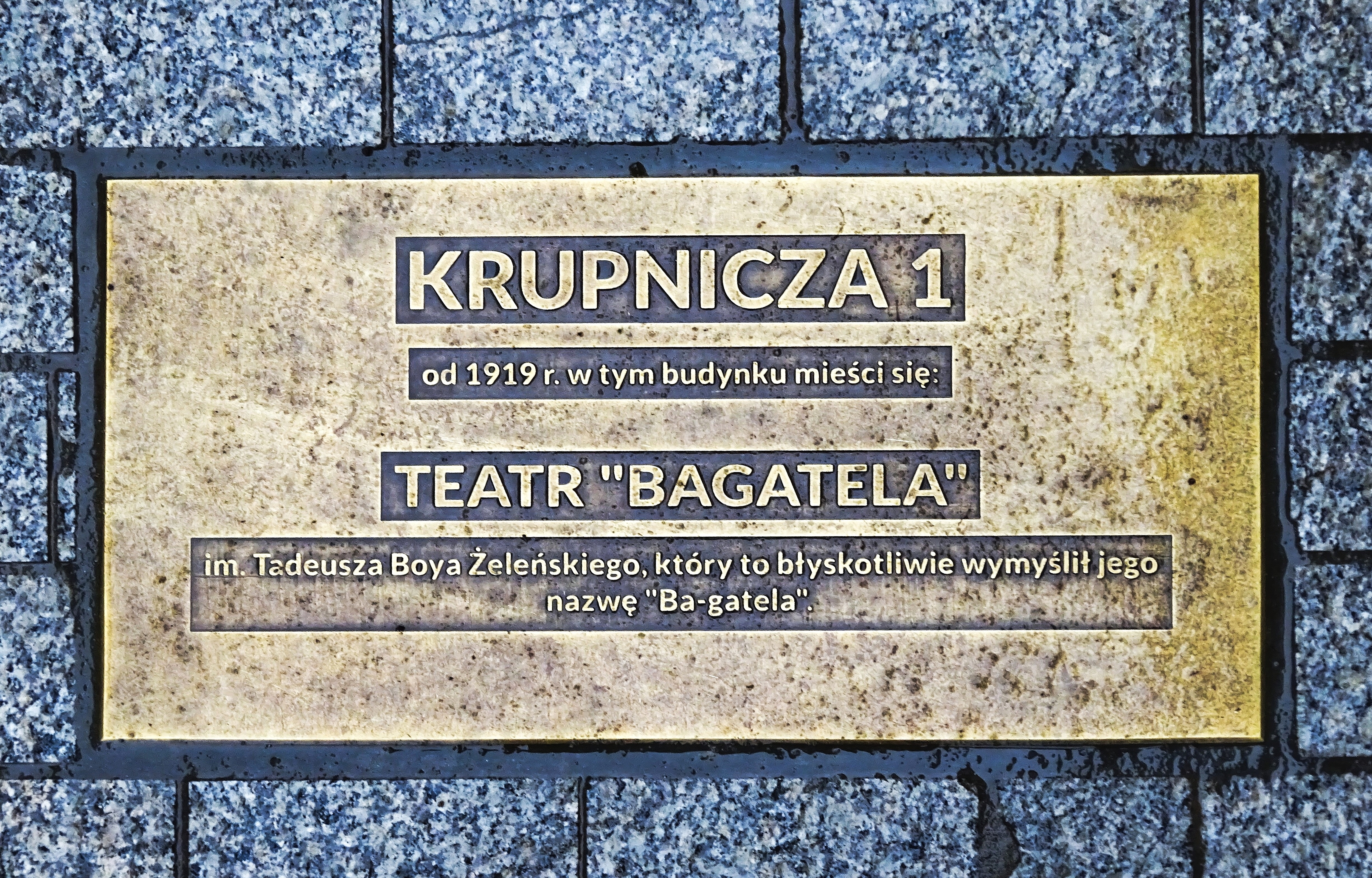
ul. Krupnicza 1 Teatr„Bagatela”
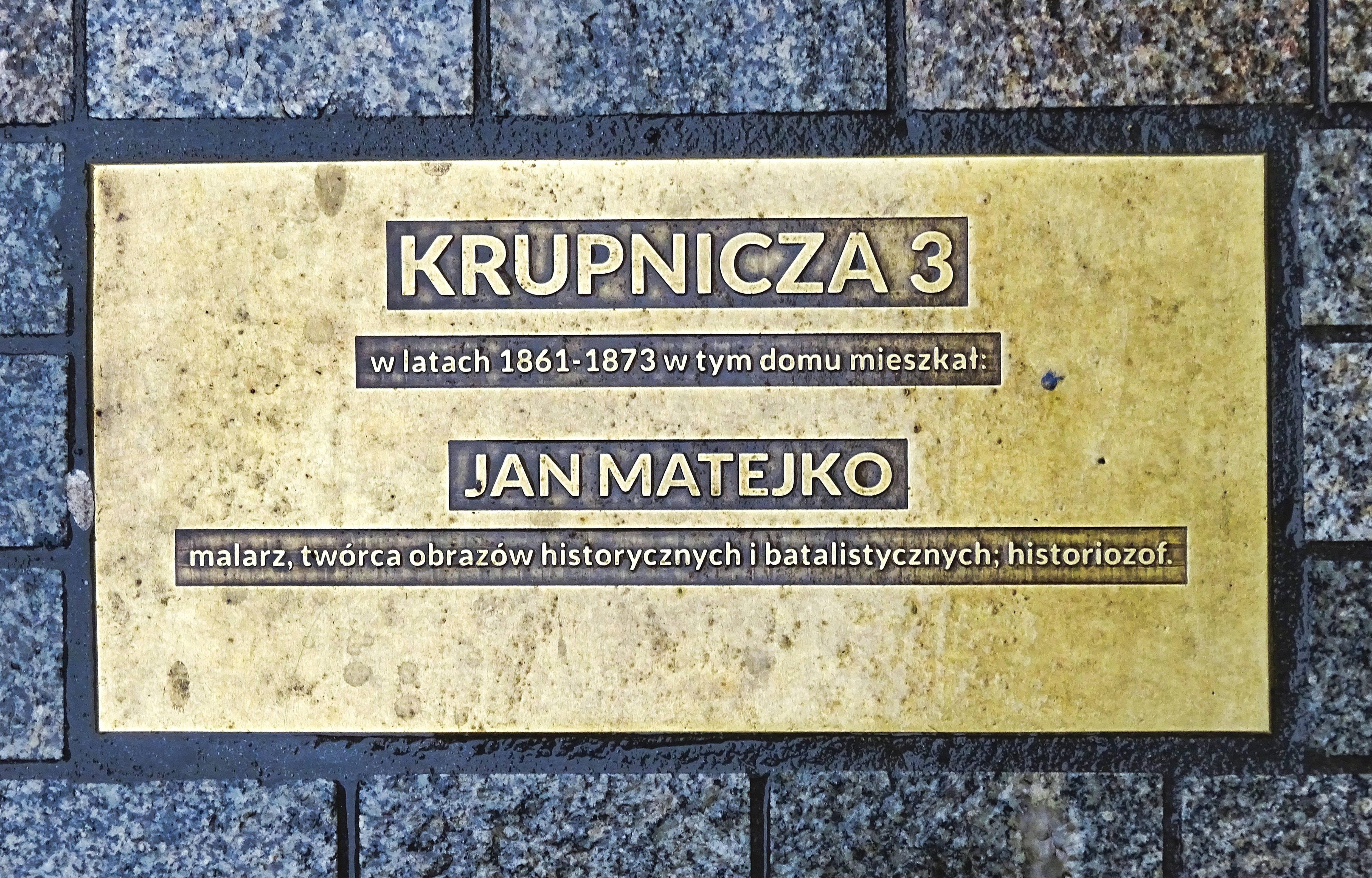
ul. Krupnicza 3 Tablica upamiętniająca Jana Matejkę
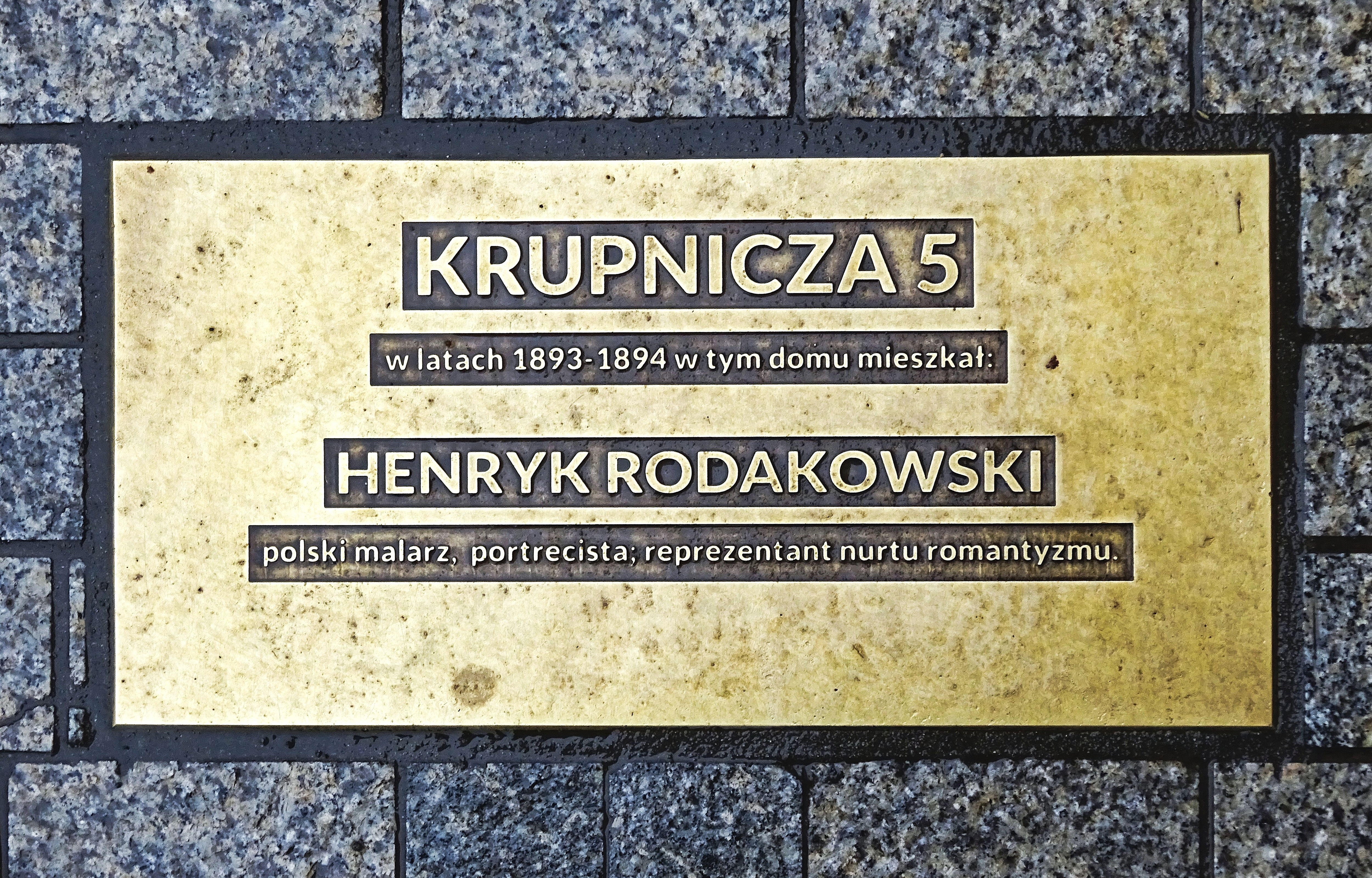
ul. Krupnicza 5 Tablica upamiętniająca Henryka Rodakowskiego
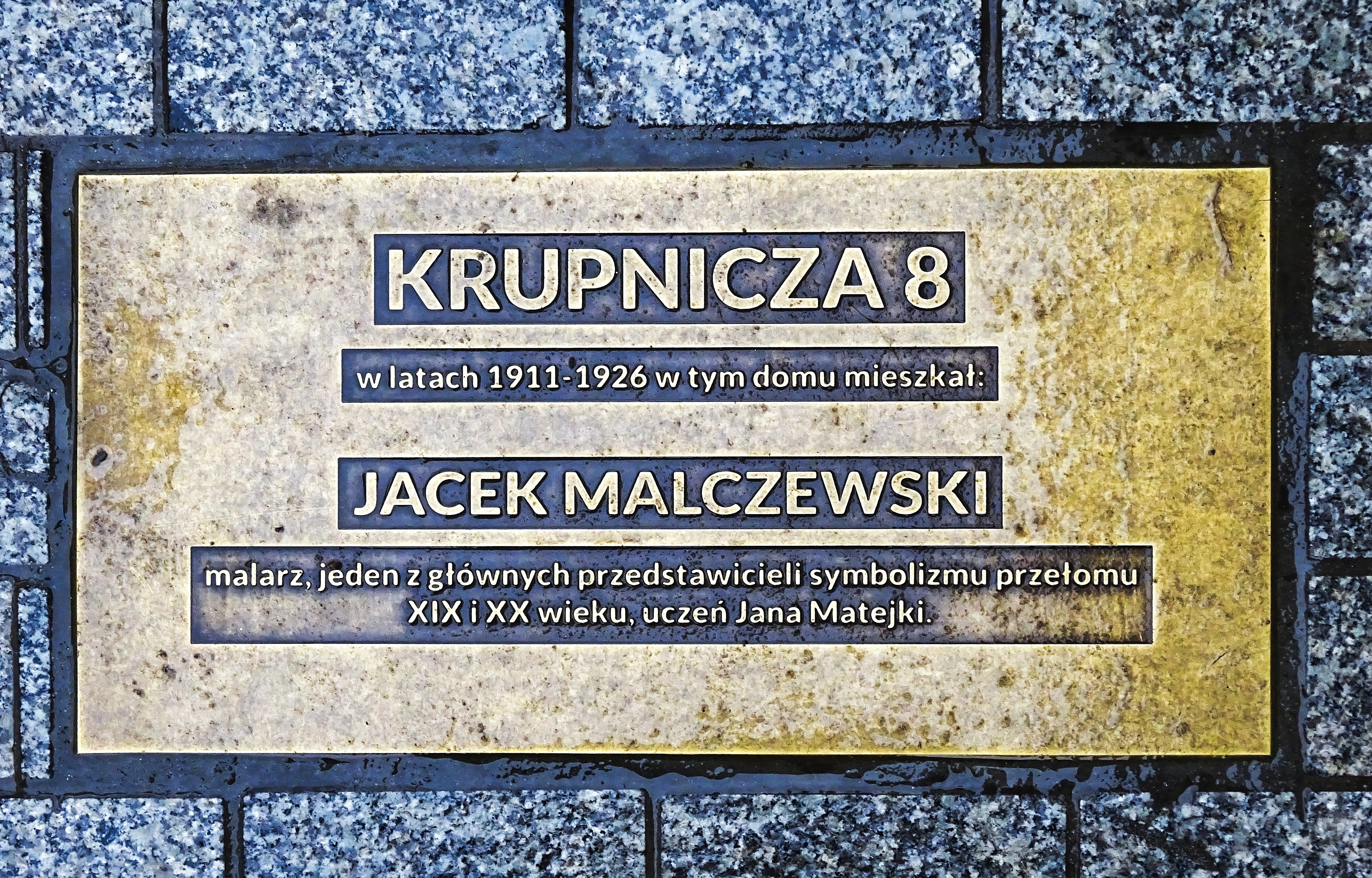
ul. Krupnicza 8 Tablica upamiętniająca Jacka Malczewskiego
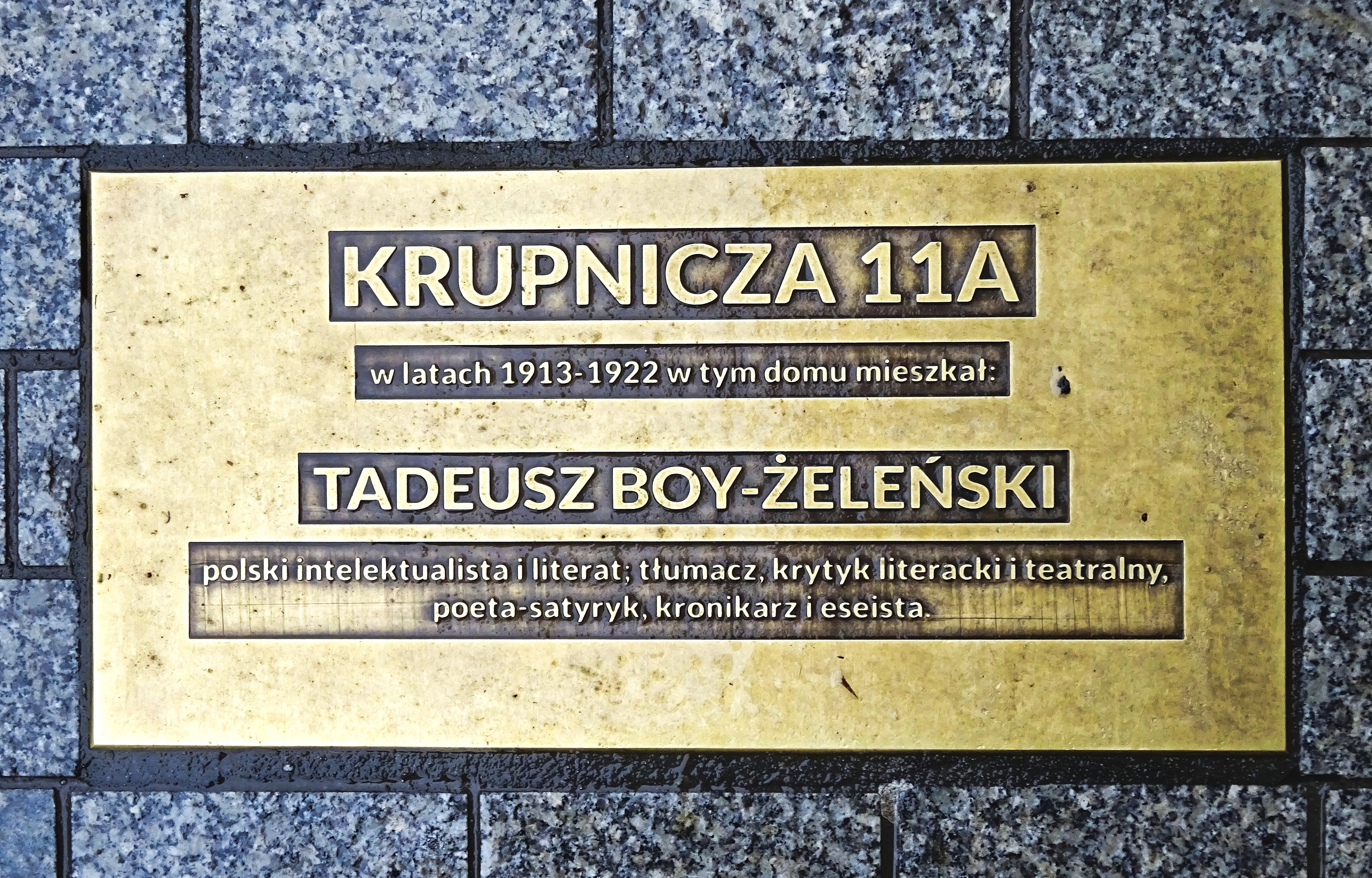
ul. Krupnicza 11A Tablica upamiętniająca Tadeusza Boya-Żeleńskiego
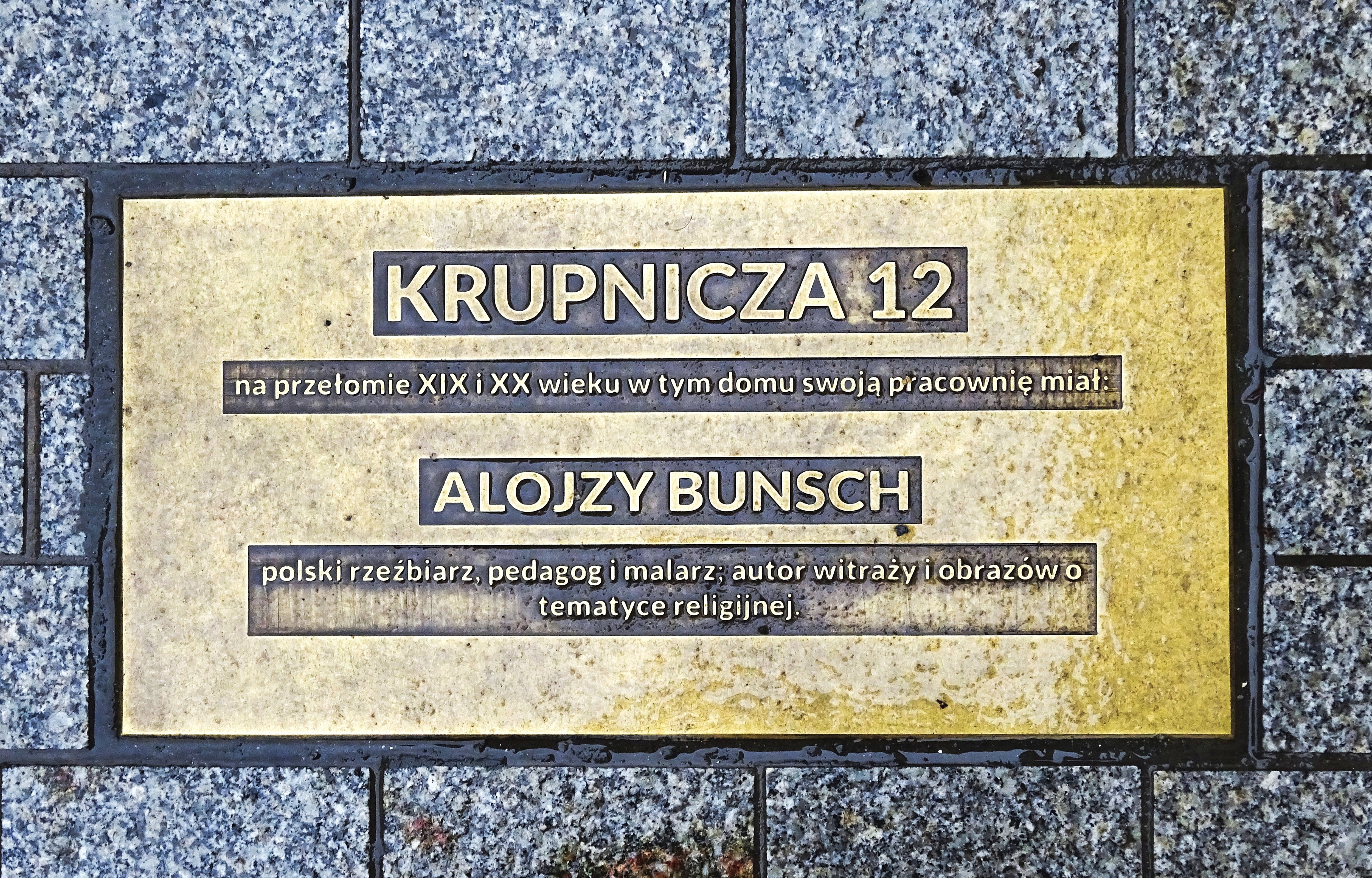
ul. Krupnicza 12 Tablica upamiętniająca Alojzego Bunscha
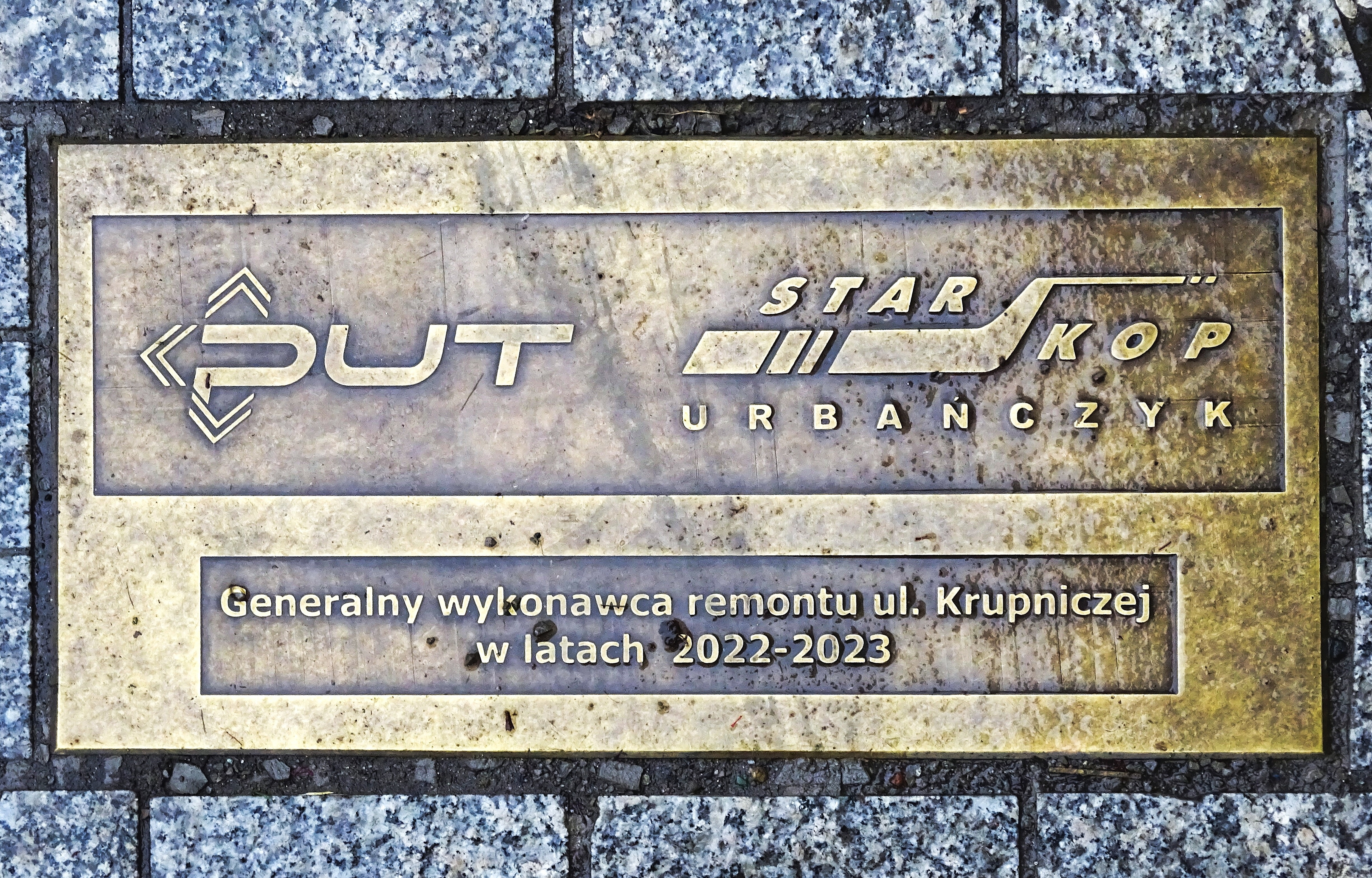
Tablica upamiętniająca remont ulicy w latach 2022–2023